# Estats Units d'Amèrica
|  | «Estats Units» redirigeix aquí. Vegeu-ne altres significats a «Estats Units (desambiguació)». |

Els Estats Units d'Amèrica (anglès: United States of America) són una república federal i constitucional integrada per 50 estats i un districte federal. La república és situada majoritàriament al centre del subcontinent nord-americà, on es troben els 48 estats contigus o continentals i Washington DC, el districte capital, que limita al nord amb Canadà i al sud amb Mèxic. L'estat d'Alaska es troba al nord-oest del subcontinent, limita amb Canadà a l'est i al sud i amb Rússia a l'oest, creuant l'estret de Bering. L'estat de Hawaii es troba al centre-nord de l'oceà Pacífic. Els Estats Units també administren diversos territoris i àrees insulars de l'oceà Pacífic i la mar Carib.
Amb una superfície de 9,38 milions de km², i amb més de 330 milions d'habitants actualment, els Estats Units d'Amèrica són el tercer país més gran del món en àrea i en població. És un dels països més diversos ètnicament, resultat de la immigració massiva de molts continents. L'economia dels Estats Units és l'economia nacional més gran del món, amb un producte interior brut (PIB) nominal superior als 13 bilions de dòlars, el 2006, és a dir el 19% de la producció mundial.
La nació va ser fundada per tretze colònies de Gran Bretanya localitzades a la costa Atlàntica. Van proclamar-se «estats» i van fer la Declaració d'Independència el 4 de juliol de 1776. Els estats rebels van derrotar a Gran Bretanya en la guerra, la primera guerra d'independència colonial reeixida d'Amèrica. La Convenció de Filadèlfia va adoptar l'actual constitució dels Estats Units el 17 de setembre, 1787; la ratificació d'aquesta l'any següent va fer dels estats parts integrants d'una sola república. La Declaració de Drets de la constitució dels Estats Units, que conté deu esmenes sobre els drets i llibertats dels ciutadans, es va ratificar el 1791.
Els Estats Units són membre permanent del Consell de Seguretat de les Nacions Unides. En l'actualitat, són la potència militar més gran després de la Guerra Freda, i una força important en l'economia del món.

## Toponímia
Hom ha suggerit que el terme Amèrica es va encunyar al segle xvi en honor de l'explorador i cartògraf italià Amerigo Vespucci per referir-se a totes les terres de l'hemisferi occidental. El nom del nou Estat federat es va registrar, per primera vegada, en la Declaració d'Independència dels Estats Units, que era la «Declaració unànime dels tretze Estats Units d'Amèrica» adoptada pels «representants dels Estats Units d'Amèrica», el 4 de juliol, 1776. Les abreviacions més comunes són Estats Units i EUA, i col·loquialment se'n diu «Amèrica».
El gentilici i l'adjectiu més comú dels Estats Units és nord-americà, seguit d'americà. L'ús d'aquest terme, tanmateix, és controvertible, sobretot a l'Amèrica Llatina, atès que els ciutadans dels països d'aquesta regió utilitzen el gentilici americà per referir-se a tots els individus nascuts al continent americà. En català, el gentilici més adequat i sense ambigüitat és estatunidenc.

## Història

### Nadius americans i els colonitzadors europeus
Els pobles indígenes del territori continental dels Estats Units incloent-hi Alaska arribaren des de l'Àsia, segons la hipòtesi més acceptada del poblament del continent. Començaren a arribar fa 12.000 o 40.000 anys. Diverses comunitats indígenes de l'era precolombina desenvoluparen tècniques agrícoles avançades, complexos arquitectònics i societats de ciutat estat. El 1492, l'explorador Cristòfor Colom, sota el contracte de la corona espanyola arribà a les illes del Carib, el primer contacte europeu amb els pobles nadius. Durant els anys següents, la majoria dels pobles nord-americans foren morts a causa de les epidèmies europees desconegudes al Nou Món.

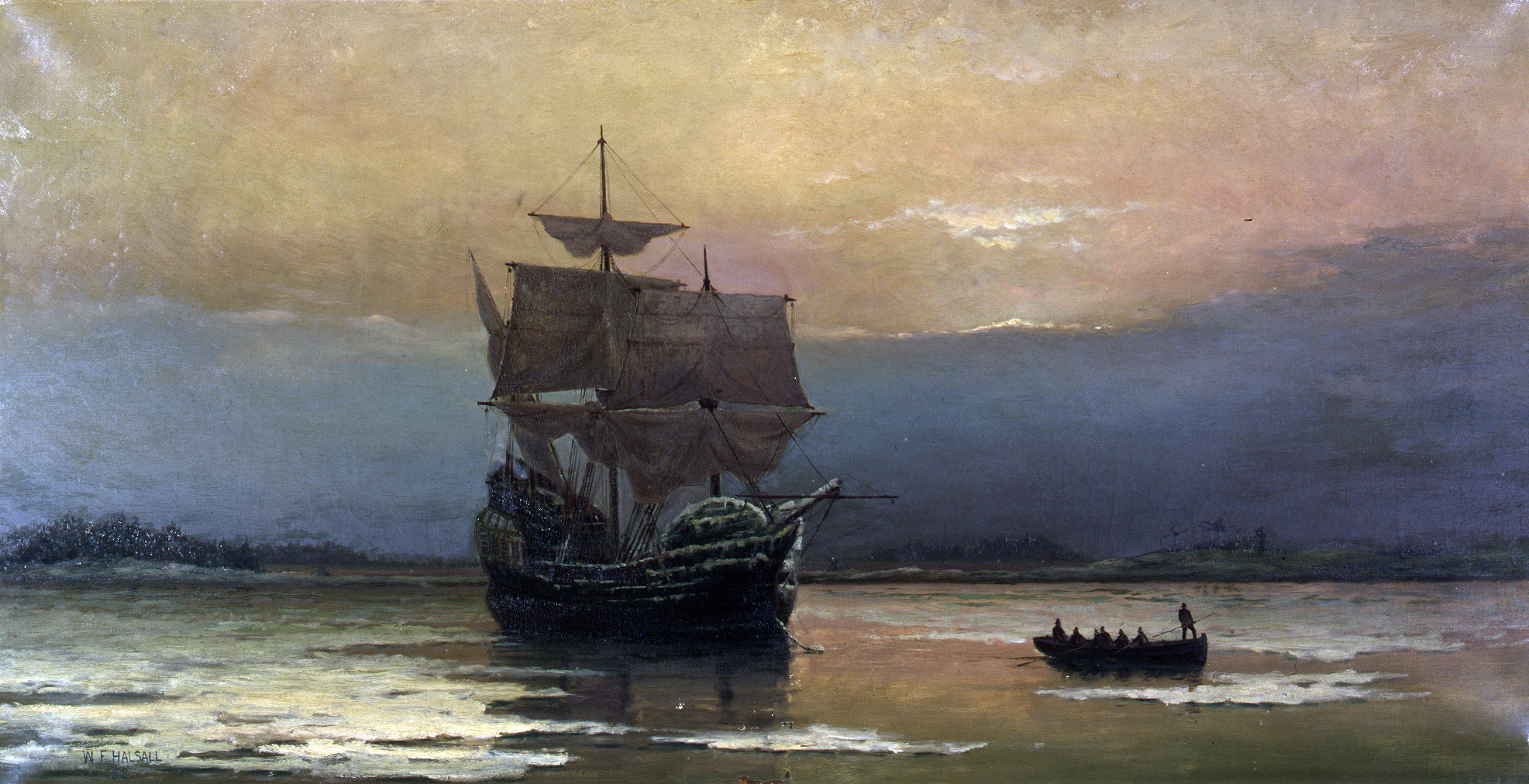
El Mayflower transportà els pelegrins al Nou Món el 1620; pintura de William Halsall, The Mayflower in Plymouth Harbor, 1882

El 2 d'abril del 1513, el conqueridor espanyol Juan Ponce de León arribà al territori que anomenà la Florida —la primera arribada europea documentada al territori que seria els Estats Units. De les colònies que Espanya establí a la regió, només l'assentament de Sant Agustí, fundat el 1565, ha sobreviscut. A l'assentament posterior a la Califòrnia i altres territoris de la Nova Espanya —després Mèxic— s'establiren immigrants espanyols. Els francesos s'assentaren a la Nova França el mateix segle a prop dels Grans Llacs, dedicats al comerç de pells. La França amb el temps estengué els seus territoris cap al sud fins al Golf de Mèxic. Els primers assentaments anglesos reeixits foren la colònia de Virgínia a Jamestown el 1607 i la colònia de Plymouth dels pelegrins. L'establiment de la Colònia de la Badia de Massachusetts produí una onada d'immigrants; per al 1634 s'havien assentat a la Nova Anglaterra 10.000 puritans. Entre el 1610 i la Guerra d'Independència dels Estats Units s'enviaren prop de 50.000 presoners a les colònies nord-americanes de la Gran Bretanya. Des del 1614, els neerlandesos establiren diversos assentaments a les vores del riu Hudson a prop de la costa, incloent-hi la Nova Amsterdam a l'illa de Manhattan. L'assentament anterior de la Nova Suècia, fundat a la vora del riu Delaware el 1638 fou pres pels neerlandesos el 1655.
Per al 1674, les forces angleses ja havien guanyat les antigues colònies neerlandeses; la província dels Nous Països Baixos es reanomenà com a Nova York. Més persones immigraren a Nord-amèrica, sobretot al sud del territori actual dels Estats Units, molts d'ells esclaus. Amb la divisió de les Carolines el 1729 i la colonització de Geòrgia el 1732, les tretze colònies que s'independitzarien per formar els Estats Units, ja s'havien establert. Totes tretze tenien formes de govern local amb eleccions en què participaven homes lliures, segons la tradició dels drets dels anglesos; aquesta forma d'autonomia enfortí el republicanisme. Totes tretze havien legalitzat el comerç d'esclaus de l'Àfrica. Amb taxes de natalitat altes, taxes de mortalitat baixes i la immigració contínua, la població de les colònies duplicaven llur població cada vint-i-cinc anys. El moviment cristià d'avivament de les dècades de 1730 i 1740, conegut com el Gran Desvetllament donà força a la religiositat i a la llibertat religiosa. En la Guerra franco-índia, les forces britàniques prengueren el territori del Canadà dels francesos, però la població francòfona romangué aïllada políticament de les tretze colònies del sud. El 1770, aquestes tretze colònies ja tenien una població de tres milions, aproximadament la meitat de la població de la Gran Bretanya. Tot i que havien de pagar imposts, no tenien cap representació al Parlament de la Gran Bretanya.

### Independència i expansió

La Declaració de la Independència de John Trumbull, 1817-18

Amb l'agreujament de les tensions entre els colons nord-americans i els britànics, esclatà la Guerra d'Independència dels Estats Units entre el 1775 i el 1781. El 14 de juny, 1775, el Segon Congrés Continental, reunit a Filadèlfia, establí l'Exèrcit Continental, sota el comandament de George Washington. En proclamant que "tots els homes són creats iguals" i dotats de "drets inalienables", el Congrés adoptà la Declaració de la Independència el 4 de juliol, 1776. La declaració, escrita gairebé tota per Thomas Jefferson, manifestava que les colònies nord-americanes eren estats sobirans. El 1777, els Articles de la Confederació foren adoptats, unint els estats sota un govern central feble que operà fins al 1788. A prop de 80.000 lleials a la corona britànica fugiren dels estats rebels cap al Canadà i a la Nova Escòcia. Els nadius nord-americans s'aliaren a ambdues bandes del conflicte.
Després de la derrota de l'exèrcit britànic, amb el suport dels francesos, la Gran Bretanya, en el Tractat de París reconegué la sobirania dels tretze estats el 1783. Una convenció constitucional es reuní el 1787, amb la intenció de crear un govern nacional més fort amb poder sobre els estats constituents. Per al juny de 1788, nou estats ja havien ratificat la nova constitució dels Estats Units, nombre requerit per establir el nou govern. George Washington fou elegit com a primer president i el Congrés es reuní per primera vegada. El 1791 els estats ratificaren la Declaració de Drets de la constitució dels Estats Units, deu esmenes a la constitució que prohibien la restricció federal de les llibertats personals i garantien diverses proteccions legals. Les opinions quant a l'esclavatge variaven; una clàusula de la constitució l'acceptava fins al 1808. Els estats del nord aboliren l'esclavatge entre 1780 i 1804. El 1800, el govern federal es mogué a la nova capital Washington DC. El Segon Gran Desvetllament feu de l'evangelicalisme la força dels moviments reformistes.
El desig d'expansió territorial donà inici a una sèrie de guerres contra els nadius nord-americans per prendre llurs terres, conegudes pels colons com el Far West. La compra de Louisiana a França duplicà la superfície de la nació. La guerra de 1812 contra la Gran Bretanya, enfortí el nacionalisme nord-americà. Després d'una sèrie d'incursions militars a la Florida, Espanya cedí aquest territori i d'altres de la costa del Golf el 1819. Els Estats Units annexaren la República de Texas el 1845, que s'havia independitzat de Mèxic pocs anys abans, el 1836. El concepte del Destí Manifest es popularitzà durant aquest període. Amb el Tractat d'Oregon, s'annexaren els territoris del nord-oest als Estats Units. Després de la Guerra amb Mèxic, amb el Tractat de Guadalupe-Hidalgo de 1848 els Estats Units prengueren la meitat del territori mexicà, que incloïa els territoris de Califòrnia, Nou Mèxic, Arizona, Nevada, Colorado, algunes seccions de Utah, Oklahoma i Wyoming, i les àrees disputades de Texas. La transportació ferroviària feu el moviment de migrants molt més fàcil tot i que incrementà els conflictes amb els amerindis.

### La Guerra Civil i la industrialització

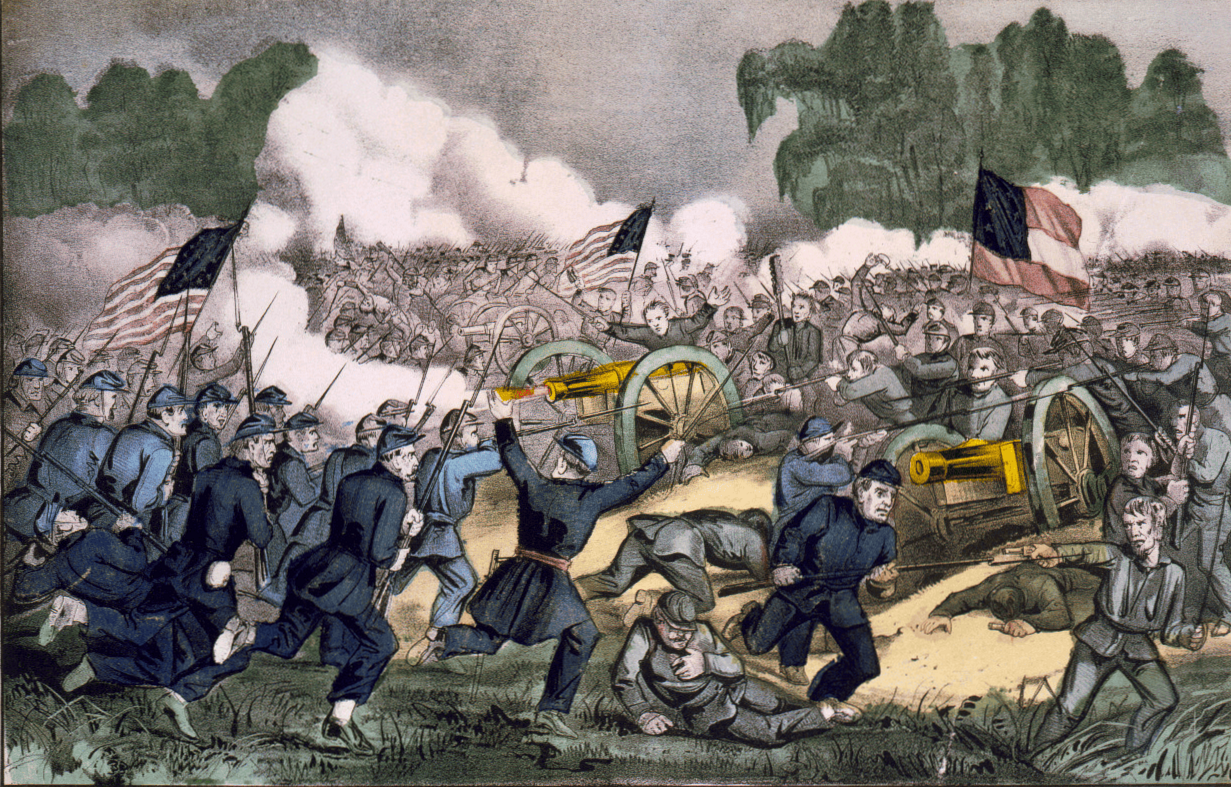
La batalla de Gettysburg, litògraf de Currier & Ives, ca. 1863

Les tensions entre els estats que protegien l'esclavatge —coneguts com els "estats esclaus"— i els estats lliures s'agreujaren amb l'annexió de nous estats a la federació, i la possibilitat de prohibir-hi l'esclavatge. Abraham Lincoln, candidat del Partit Republicà, que s'oposava a l'esclavatge, fou elegit com a president el 1860. Abans de prendre el poder, set estats esclaus declararen llur secessió dels Estats Units i formaren els Estats Confederats d'Amèrica. Tanmateix, quatre estats esclavistes es van mantenir fidels al govern de la Unió (Missouri, Kentucky, Delaware i Maryland), fet que donà un important avantatge militar al Nord, tot i que una part dels seus habitants van anar a combatre al costat dels esclavistes. Per al govern federal, la secessió era il·legal, i amb la batalla de Fort Sumter, esclatà la Guerra Civil, i quatre estats més s'afegiren a la Confederació. La Unió —els estats que havien romàs en la federació— declarava la llibertat dels esclaus en avançar el seu exèrcit cap al sud. Després de la victòria de la Unió el 1865, tres esmenes a la constitució nord-americana asseguraren la llibertat per gairebé quatre milions d'afroamericans que havien patit l'esclavatge. La catorzena esmena els declarà ciutadans, i la quinzena esmena els atorgà el dret de vot. La guerra tingué com a resultat indirecte un augment del poder central.

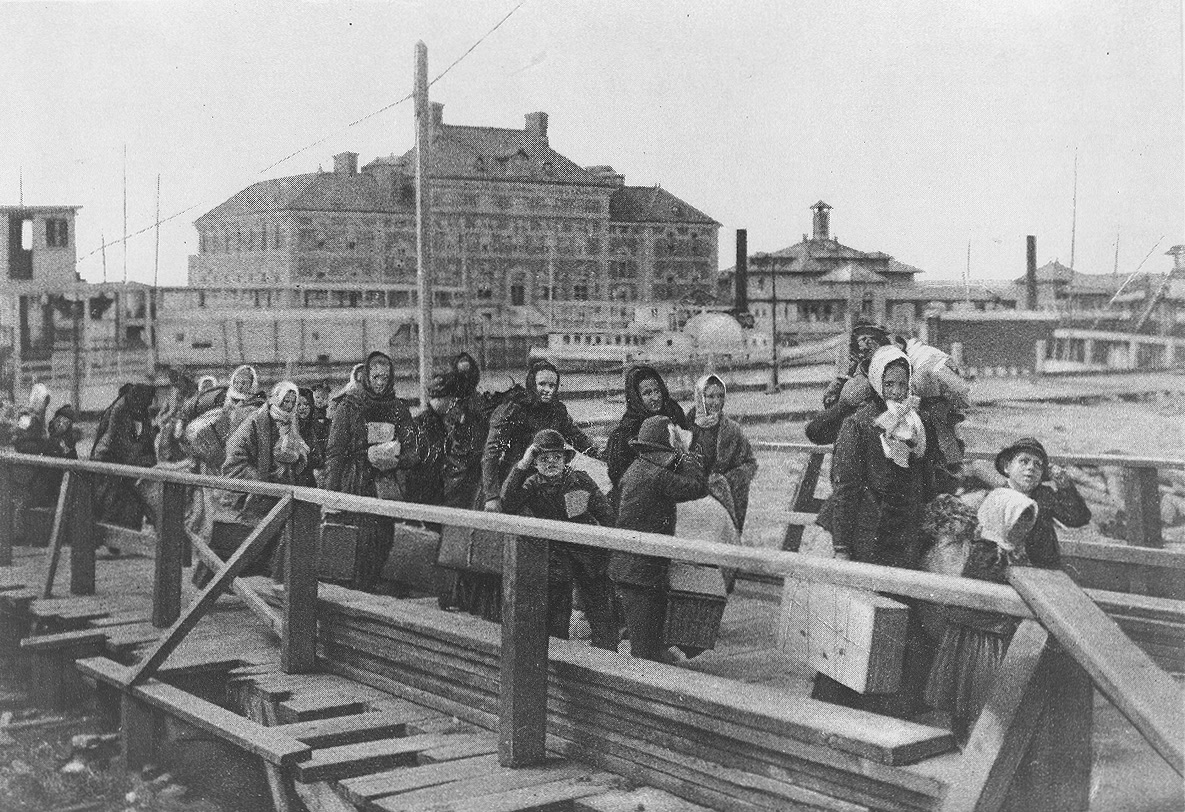
Immigrants arribant a l'Ellis Island, Nova York, 1902

Després de la guerra, l'assassinat del president Lincoln radicalitzà les polítiques de reconstrucció amb la intenció de reintegrar i reconstruir els estats vençuts del sud i alhora assegurar-hi la llibertat dels esclaus. La resolució de l'elecció presidencial de 1876 marcà la fi de la Reconstrucció i l'aprovació de les Lleis Jim Crow. A poc a poc, els estats del sud aprovaren lleis que de manera indirecta però efectiva, impedien que els negres poguessin votar. Al nord, la urbanització i una onada massiva d'immigrants sense precedent acceleraren la industrialització del país. Aquesta onada d'immigració, que continuà fins al 1929, proveí de mà d'obra per les empreses noves i transformà la cultura americana. Els Estats Units compraren Alaska a Rússia el 1867, finalitzant així l'expansió continental. La Massacre de Wounded Knee el 1890, on van morir més més de 150 homes, dones i nens sioux lakota a mans de les tropes del Setè de Cavalleria, fou l'últim conflicte armat en la llarga guerra amb els pobles originaris. El 1893, l'antiga monarquia nadiua del regne de Hawaii fou deposada en cop d'Estat encapçalat pels residents nord-americans, i l'arxipèlag fou annexat als Estats Units el 1898. Amb la victòria dels Estats Units en la Guerra hispanoamericana sobre Espanya, els Estats Units es consolidaren com a potència mundial, i annexaren Puerto Rico i les Filipines. Les Filipines s'independitzaren el segle següent; Puerto Rico en l'actualitat és un Estat lliure associat als Estats Units.

### Les Guerres mundials i la Gran Depressió

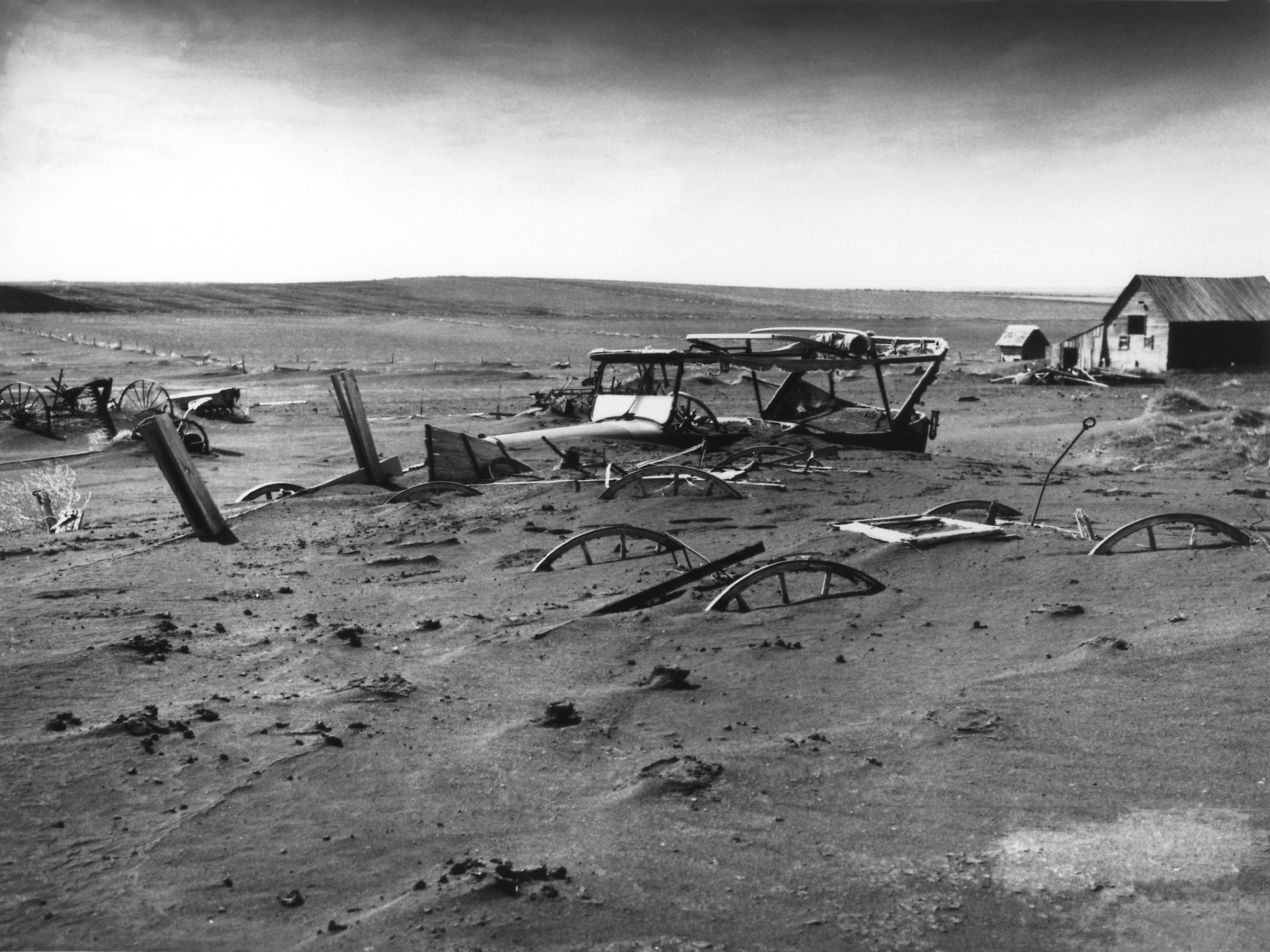
Una granja abandonada a Dakota del Sud, 1936 (efectes del "Dust Bowl" o la "Conca de Pols").

Quan la Primera Guerra Mundial començà el 1914, els Estats Units es declararen neutrals. Els americans simpatitzaven amb els britànics i els francesos, tot i que molts ciutadans, la majoria irlandesos i alemanys, s'oposaven a la intervenció nord-americana dins la guerra. El 1917, els Estats Units s'uniren als Aliats, que aconseguiren la victòria poc després. Refusant involucrar-se en els afers europeus, el Senat dels Estats Units no ratificà el Tractat de Versalles que establia la Lliga de Nacions. El país continuà amb una política d'unilateralisme i fins i tot d'aïllament. El 1920, el moviment pels drets de les dones aconseguí que s'aprovés la dinovena esmena a la constitució que atorgava el dret al vot a les dones. El govern atorgà la ciutadania als amerindis el 1924.
Durant la dècada de 1920, els Estats Units experimentaren un període de prosperitat sense precedents amb un ràpid creixement industrial que, tanmateix, culminà en la caiguda de la borsa de Wall Street el 1929 i l'inici de la Gran Depressió, el període econòmic més greu de la història del país i del món. La Gran Depressió s'agreujà per causes de la catàstrofe natural del "Dust Bowl", o la "Conca de Pols", com s'anomenà l'àrea central del país afectada per una greu sèrie de tempestes de pols durant gairebé tota la dècada dels anys 30. Després de la seva elecció com a president el 1932, Franklin Delano Roosevelt introduí un "Nou Pacte", una sèrie de polítiques que permetien la intervenció del govern en els afers econòmics. La nació no es recuperà plenament de la depressió econòmica sinó fins a la mobilització industrial produïda per l'entrada del país a la Segona Guerra Mundial. Els Estats Units, neutrals durant els primers anys de la guerra, començaren a proveir de material bèl·lic als aliats des de març de 1941.
El 7 de desembre de 1941, els Estats Units s'uniren als Aliats després de l'atac japonès de Pearl Harbor. A causa de la mobilització de persones i les despeses industrials per la construcció d'armament, els Estats Units foren l'únic país aliat que en acabar la guerra, era més ric i no pas més pobre. El govern nord-americà aprovà el Pla Marshall per tal de donar suport econòmic per la reconstrucció d'Europa. Les reunions de Bretton Woods i Ialta establiren un nou sistema d'organització internacional política i econòmica. Els Estats Units fabricaren la primera arma nuclear i l'utilitzaren sobre Hiroshima i Nagasaki l'agost de 1945, que ha estat qualificat com en un dels més grans crims de guerra de la història de la humanitat. El Japó es rendí el 2 d'agost.

### Guerra freda i drets civils

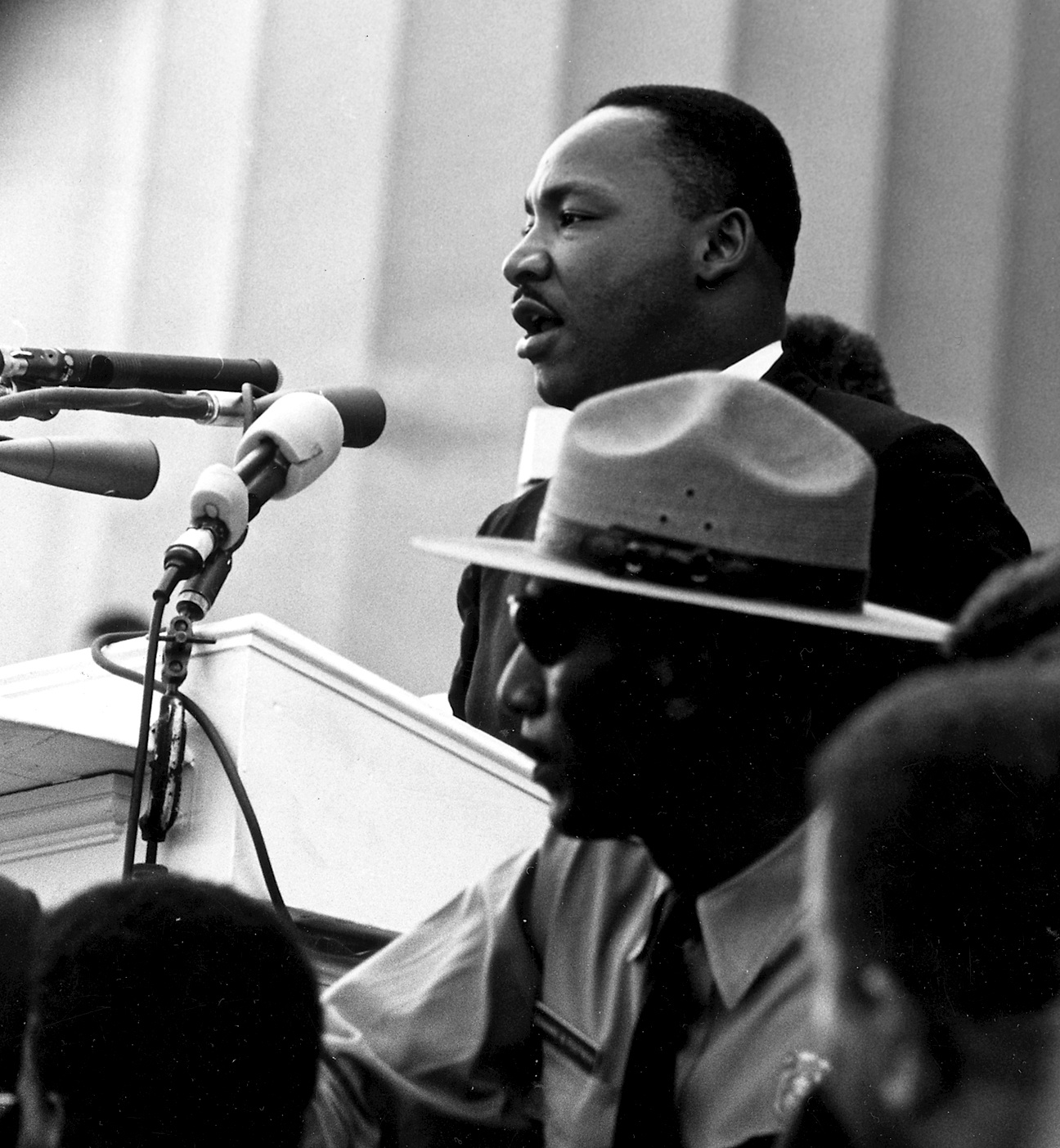
Martin Luther King, Jr., 1963

Els Estats Units i la Unió Soviètica s'enfrontaren en la Guerra Freda i dominaren els afers militars d'Europa per mitjà de l'OTAN i el Pacte de Varsòvia. Els Estats Units promovien la democràcia liberal i el capitalisme, mentre que la Unió Soviètica promovia el comunisme i l'economia planificada pel govern central. Els Estats Units participaren en la Guerra de Corea de 1950 al 1953. El Senador Joseph McCarthy encapçalà una sèrie d'investigacions anticomunistes.
La Unió Soviètica llançà la primera nau espacial tripulada per un humà el 1961. Els Estats Units, com a resposta, invertiren en recerca matemàtica i científica; el president John F. Kennedy declarà que el país havia de ser el primer a arribar a la lluna, la qual cosa feren el 1969.
Les dècades següents l'economia dels Estats Units creixé de manera sostinguda. El moviment dels drets humans, encapçalat per diversos afroamericans prominents, com ara Martin Luther King Jr. s'oposà a la segregació racial i culminà amb l'abolició de les Lleis Jim Crow. Després de l'assassinat del president Kennedy el 1963, s'aprovà l'Acta dels Drets Civils el 1954. Els Estats Units, sota les administracions de Johnson i el seu successor, Richard Nixon, participaren en la Guerra del Vietnam.
Com a resultat de l'escàndol Watergate, el 1974 Nixon es convertí en el primer president nord-americà a renunciar, per tal de no ser acusat d'obstrucció de justícia i d'abús de poder. Fou succeït pel vicepresident Gerald Ford que l'atorgà immunitat. Durant l'administració de Jimmy Carter, l'economia nord-americana tingué una estagflació. L'elecció de Ronald Reagan marcà el començament d'un canvi de les polítiques socials i econòmiques.

### Era contemporània
Durant l'administració de Bill Clinton els Estats Units experimentaren l'expansió econòmica més llarga de la història, de 1991 al 2001.

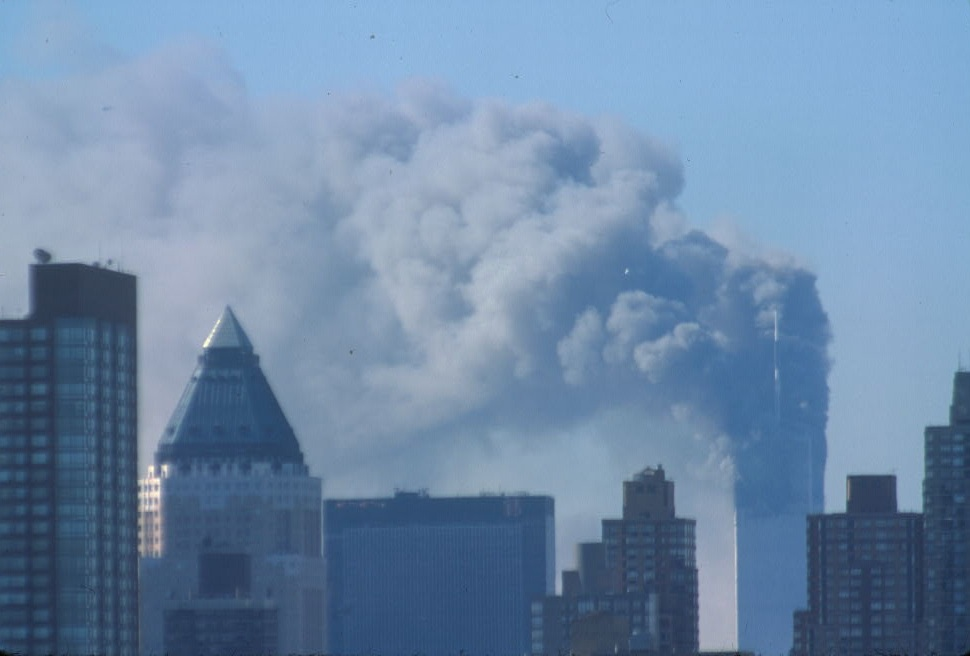
El World Trade Center, el matí de l'11 de setembre del 2001

Les eleccions controvertides de 2000 es resolgueren per una decisió de la Cort Suprema de Justícia que donà la presidència a l'exgovernador de Texas, George W. Bush. L'11 de setembre de 2001, el grup terrorista al-Qaida perpetrà un atac contra les torres del World Trade Center a Nova York i el Pentàgon. El president Bush llançà una guerra contra el terrorisme segons el principi de la guerra preventiva, ara coneguda com la «Doctrina Bush». El 7 d'octubre de 2001, una coalició internacional encapçalada pels Estats Units envaí l'Afganistan. Van enderrocar el règim talibà i destruir tots els camps d'entrenament d'al-Qaida. Els talibans, tanmateix, es reorganitzaren i continuen lluitant aferrissadament contra les forces de la coalició.
El 2002, l'administració de Bush demanà un canvi de règim i l'obertura de l'Iraq als controladors nuclears de l'ONU. Sense el suport de l'OTAN ni de les Nacions Unides per realitzar una intervenció militar, el govern de Bush formà una coalició amb països aliats i envaí l'Iraq el 2003, sempre segons la teoria de la "guerra preventiva", enderrocant el règim de Saddam Hussein. Tot i la pressió externa i interna, perquè se'n retiressin, els Estats Units i diversos països de la coalició original encara hi tenen tropes.
Les eleccions presidencials del 2008 marquen una fita històrica pels Estats Units, essent les primeres en què un afroamericà participa com a candidat d'un dels partits majoritaris —Barack Obama, del Partit Demòcrata—, i els segons comicis amb una dona com a candidata a la vicepresidència d'un altre partit majoritari —Sarah Palin, del Partit Republicà. L'elecció d'un polític afroamericà com a candidat a president dels Estats Units ha vingut només quaranta-cinc anys després de l'històric discurs de Martin Luther King el 28 d'agost del 1963, en favor de la igualtat entre totes les races. El 4 de novembre de 2008, Obama guanyà les eleccions presidencials, i el 20 de gener de 2009, assumí el càrrec i es convertí en el primer president electe afroamericà del país.
En les eleccions de 2016 es van enfrontar l'empresari Donald Trump i la Secretària d'Estat dels Estats Units del 2009 al 2013, Hillary Clinton, guanyant-les el primer.

## Geografia física

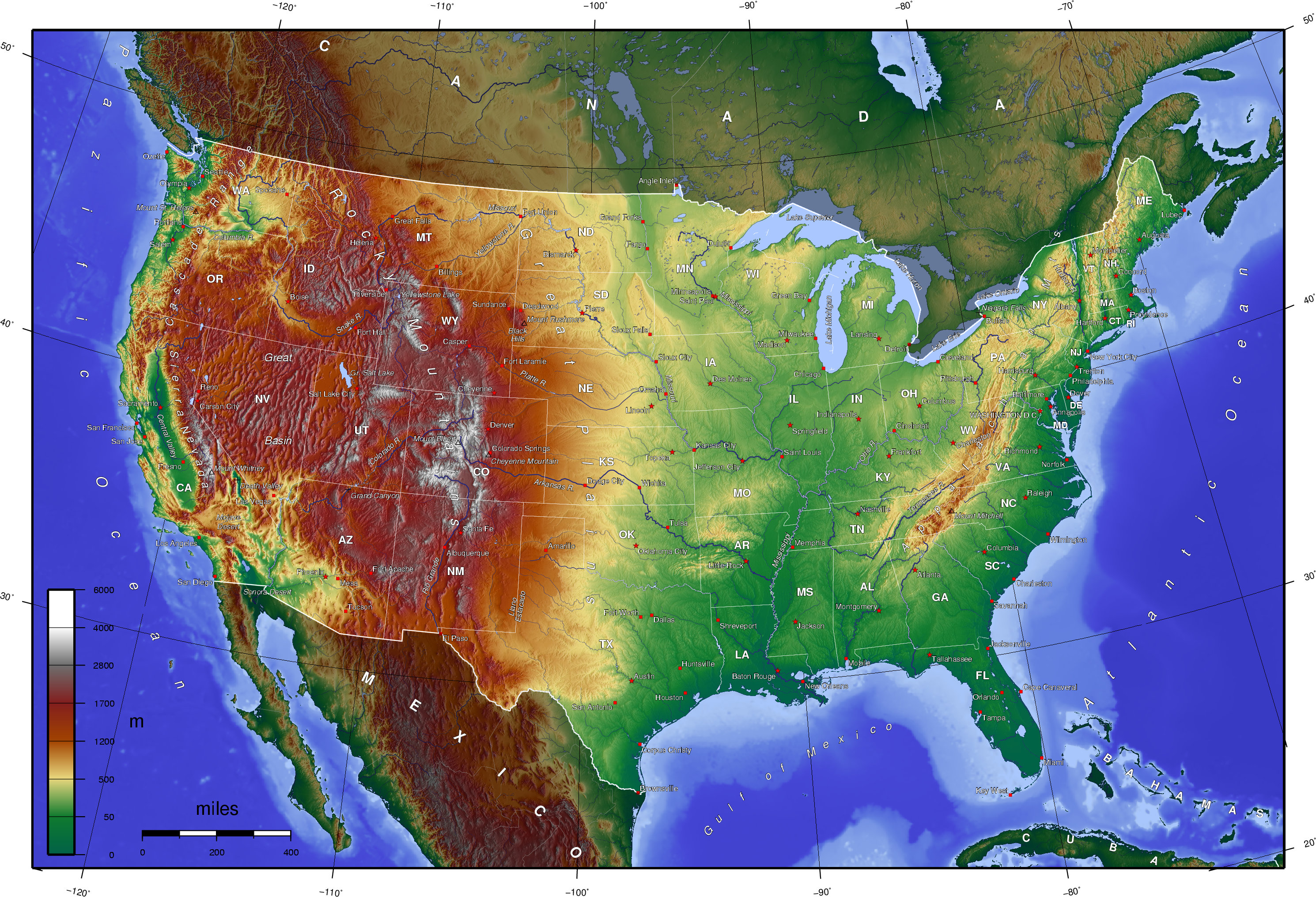
Mapa topogràfic dels Estats continentals

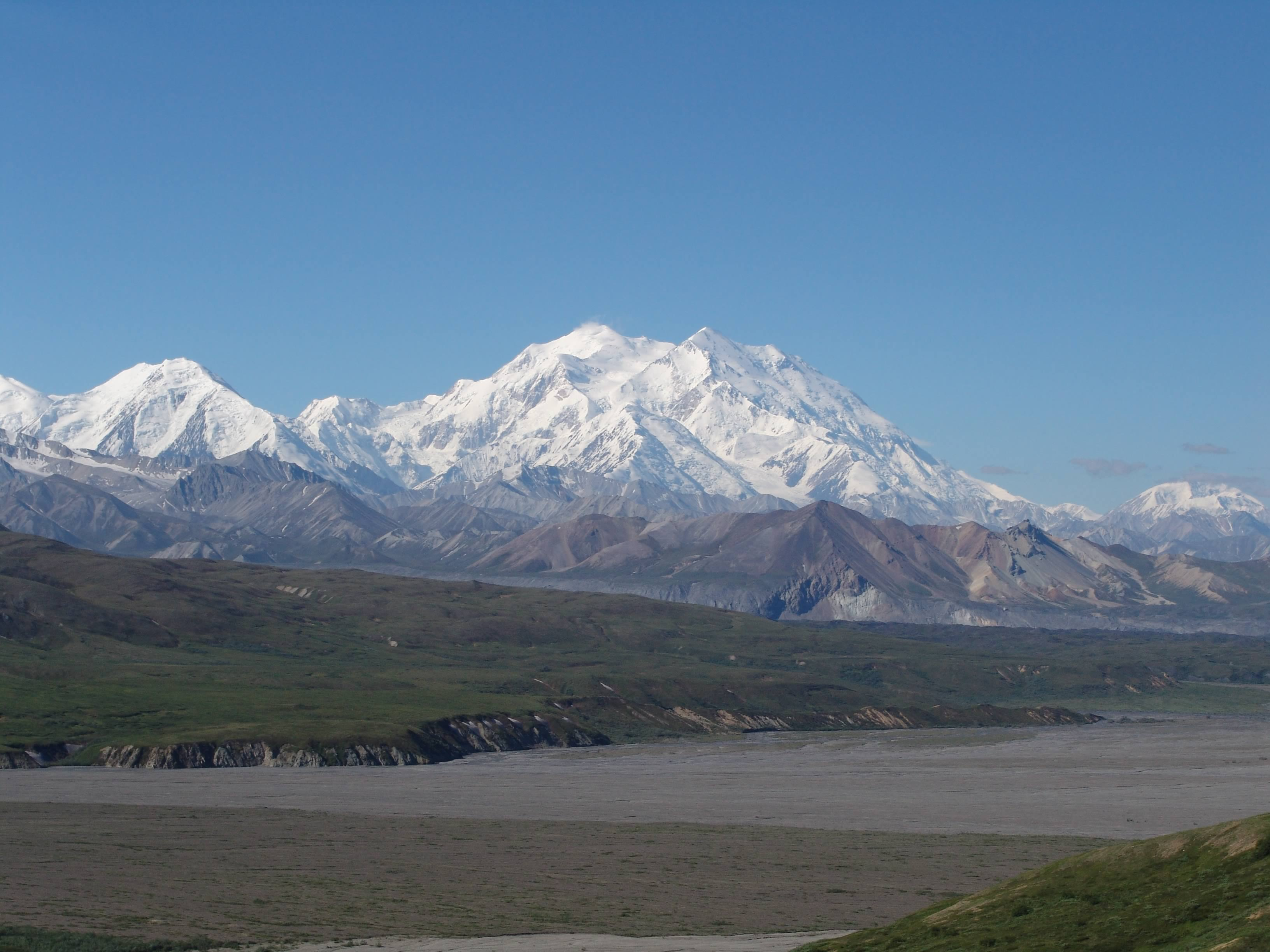
Denali

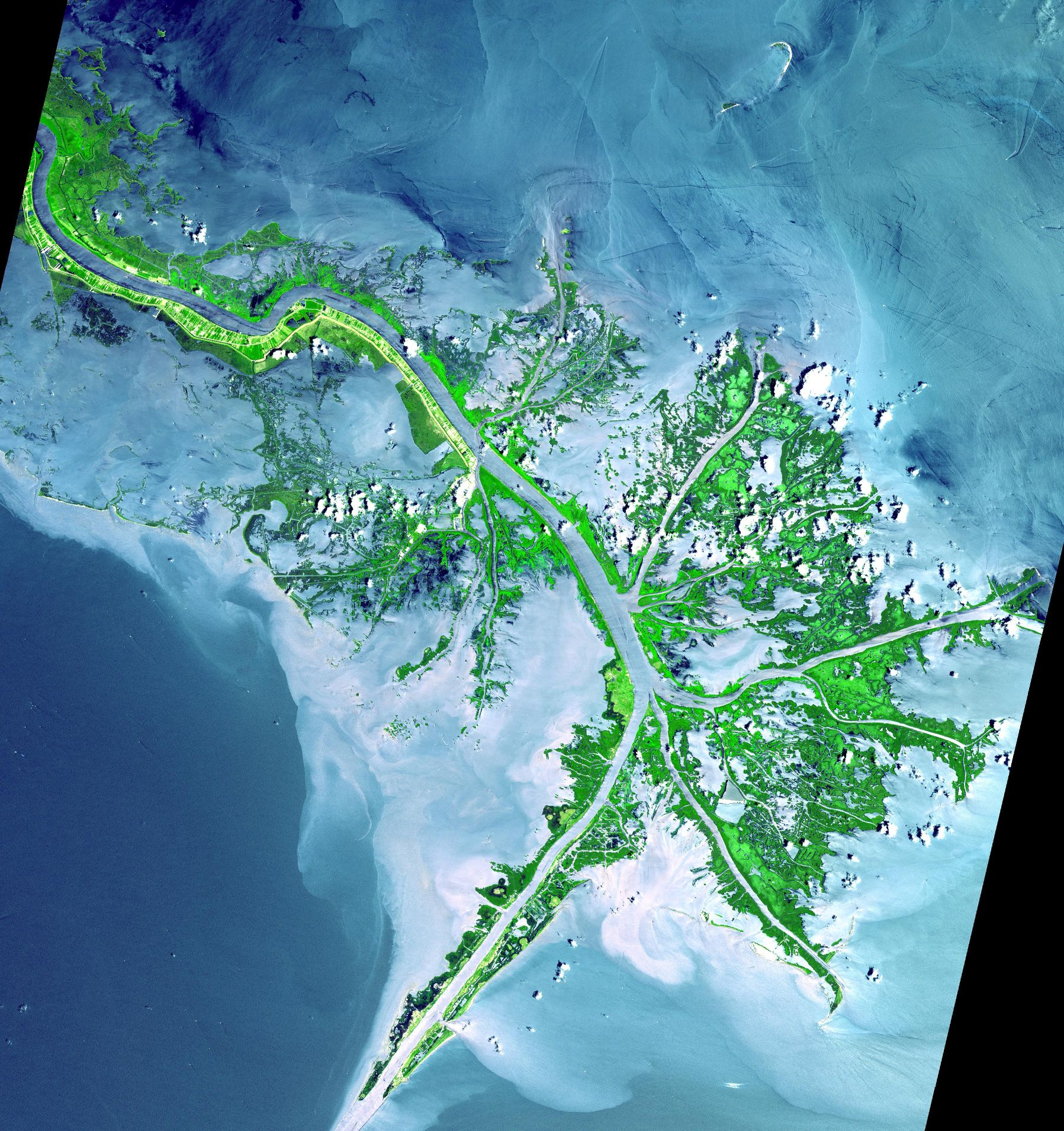
Imatge per satèl·lit del delta del Mississipi

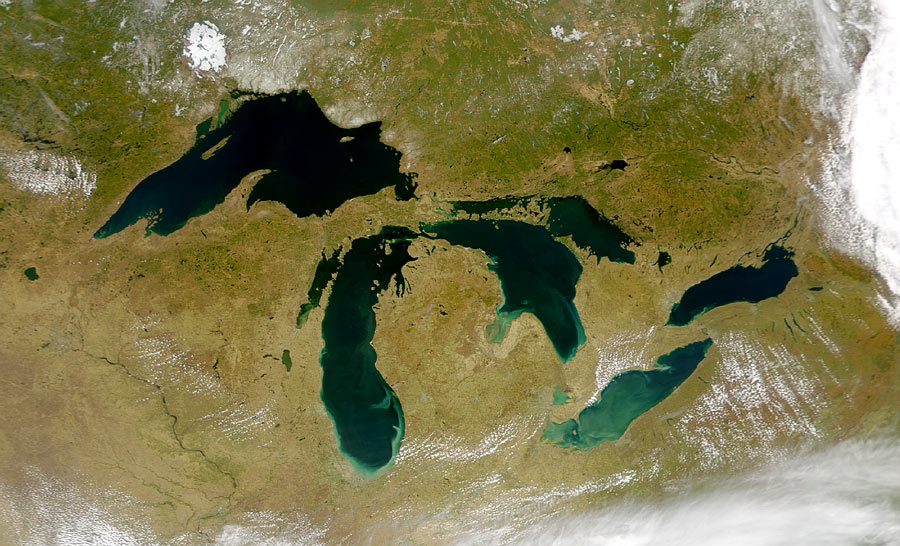
Imatge per satèl·lit dels Grans Llacs

Els Estats Units estan situats gairebé totalment a l'hemisferi occidental: els quaranta-vuit estats continentals es troben al centre del subcontinent nord-americà i s'estenen de l'oceà Atlàntic al Pacífic. Limiten al nord amb el Canadà, i al sud amb Mèxic i amb el Golf de Mèxic. Alaska, l'estat més gran en superfície i separat dels estats continentals pel Canadà, limita amb l'oceà Pacífic al sud i amb l'oceà Àrtic al nord. Hawaii és un arxipèlag del Pacífic central al sud-est de l'Amèrica del Nord. Els Estats Units és el tercer o quart país més gran del món —depenent de com es consideren les disputes territorials entre la Xina i l'Índia. Els Estats Units també administren diversos territoris insulars del mar Carib i de l'oceà Pacífic.
La plana costanera de l'Atlàntic dona lloc a boscs caducifolis i la serralada de Piedmont. La cadena muntanyenca dels Apalatxes separen el litoral dels Grans Llacs i les pastures de l'Oest Mitjà. El sistema fluvial del Mississipi-Missouri, el quart més gran del món en extensió, flueix de nord a sud del centre del país. Les planes fèrtils, conegudes com les Grans Planes s'estenen cap a l'oest. Les muntanyes Rocoses s'estenen de nord a sud a l'oest de les Grans Planes. L'àrea que es troba a l'oest d'aquesta cadena muntanyenca és desèrtica (s'hi troben el Desert del Mojave i la Gran Conca). La Sierra Nevada s'estén de manera paral·lela a les Rocoses, a prop de la costa del Pacífic. Amb 6.194 msnm, el Mont McKinley és el pic més alt del país. Hi ha volcans actius a l'Arxipèlag Alexander i les Illes Aleutianes; tot l'estat de Hawaii es troba sobre illes volcàniques tropicals.
Els principals rius dels Estats Units són:
| Nom        | Llargada en km | Conca hidrogràfica en km² |
| ---------- | -------------- | ------------------------- |
| Missouri   | 4.370          | 1.376.180                 |
| Mississipi | 3.778          | 2.981.076                 |
| Yukon      | 3.185          | 847.600                   |
| Riu Bravo  | 3.060          | 607.965                   |
| Arkansas   | 2.348          | 505.000                   |
| Colorado   | 2.317          | 629.100                   |
| Ohio       | 2.102          | 490.601                   |
| Columbia   | 2.044          | 668.217                   |
| Snake      | 1.670          | 279.719                   |
| Kuskokwim  | 1.165          | 120.000                   |
| Tennessee  | 1.049          | 105.870                   |

Els Grans Llacs (Superior, Huron, Michigan, Erie i Ontario) representen en conjunt una superfície d'uns 250.000 km², gairebé la meitat de la península Ibèrica. Els altres llacs importants són el Pontchartrain, el Gran Llac Salat (Great Salt Lake), el Champlain, el Mead, el Powell, l'Utah i el Tahoe.

## Clima
Atesa la grandària superficial dels Estats Units, s'hi troben diversos climes
El clima és temperat en gran part del país, tropical a Hawaii i la Florida, polar a Alaska, semiàrid a les Grans Planes a l'oest del meridià 100, desèrtic al sud-est, mediterrani a les costes de Califòrnia i àrid a la Gran Conca. Són comuns els climes extremats; la costa del Golf de Mèxic i Atlàntica rep huracans, i la gran majoria dels tornados del món tenen lloc als Estats Units, sobretot a l'Oest Mitjà. Al centre de Texas hi ha el famós Tornado Alley, el "carreró dels tornados", on hi ha forts vents i un gran índex anual de tornados.
En conjunt, a l'oest hi ha un clima assolellat amb moltes precipitacions i algunes tempestes. Al centre, a prop de Utah i al sud-oest de Texas, hi ha un clima àrid amb poques precipitacions anuals. Al nord, les escarpades muntanyes fan que aquesta sigui una regió de forts vents i tempestes. Al sud-est, a Florida i Nova Orleans, el clima càlid fa que aquesta sigui una important regió turística; però és molt propensa a huracans; una prova d'això són les destrosses causades per Katrina, Ivan i Wilma. A prop de Las Vegas, hi ha la presència de vents forts amb abundants pluges i tempestes.

## Política i govern

### Estructura política

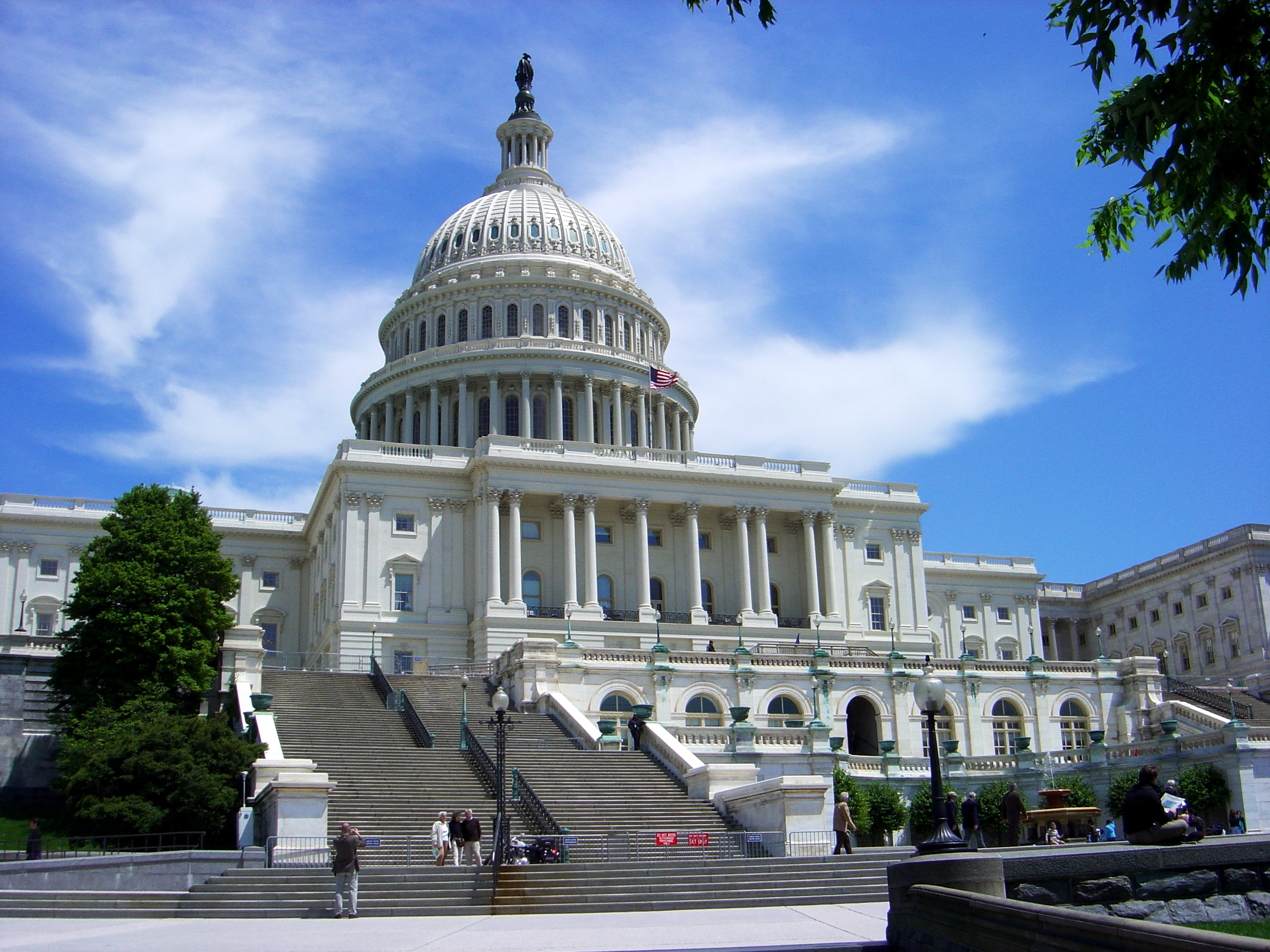
El Capitoli dels Estats Units, a Washington DC

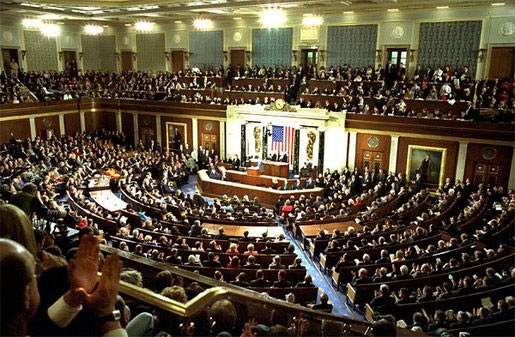
Congrés dels Estats Units

Els Estats Units són una república federal constitucional presidencialista. El govern està estructurat com a democràcia representativa, en què tots els habitants participen de les eleccions locals i federals, llevat dels residents dels territoris que no poden participar de les eleccions federals. El govern és regulat per un sistema de separació de poders definit per la constitució dels Estats Units, que és el document legal més important i un contracte social per al poble estatunidenc. En el sistema federal estatunidenc, els ciutadans participen en tres nivells de govern: federal, estatal i local, i en què les tasques del govern local són dutes a terme, depenent de cada estat, entre els comtats, boroughs o parròquies i els governs municipals. En la majoria dels casos, els representants de les branques legislativa i executiva de govern són elegits per mitjà de l'escrutini uninominal majoritari, és a dir, per majoria simple dels vots dels ciutadans del districte. No hi ha la representació proporcional a escala federal, i hi ha molt pocs casos en què s'aplica a escala local. Les judicatures federal i estatal, així com els membres dels gabinets de l'executiu són nomenats per la branca executiva i amb l'aprovació de la branca legislativa del govern, tot i que en alguns estats els jutges són elegits per vot popular.
El govern federal està integrat per tres branques:
- el poder legislatiu: el Congrés dels Estats Units, un congrés bicameral integrat pel Senat i la Cambra de Representants; està encarregat de crear lleis federals, declarar la guerra, aprovar tractats, entre altres coses;
- el poder executiu: el President dels Estats Units, comandant en cap de l'exèrcit, amb l'autoritat de vetar les propostes de llei, designa els membres del gabinet i altres oficials que administren i executen les lleis federals;
- el poder judicial: la Cort Suprema i les corts federals menors, els jutges de les quals són designats pel president amb l'aprovació del Senat; interpreten les lleis i poden revocar les lleis que considerin inconstitucionals.

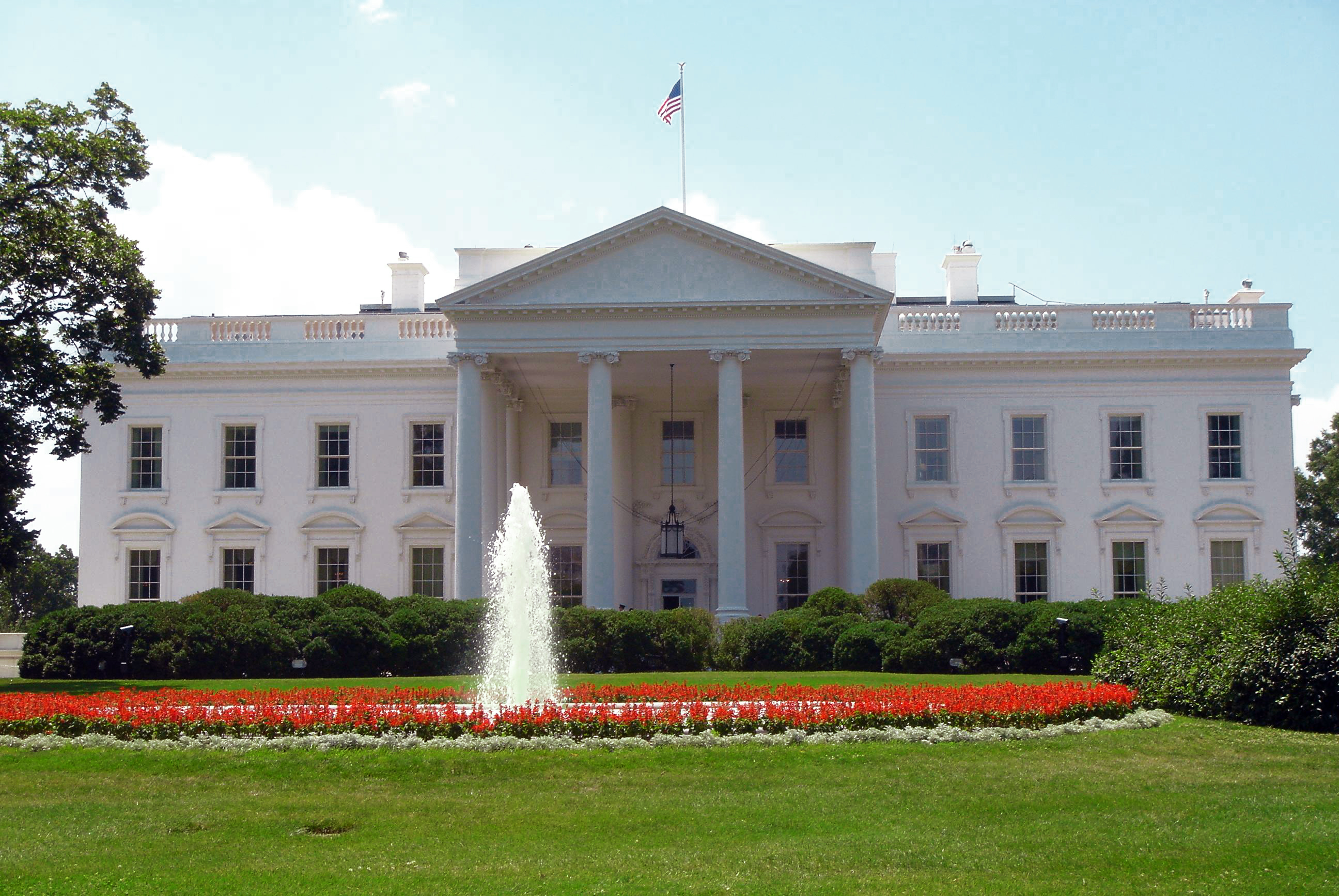
La Casa Blanca, seu de l'executiu

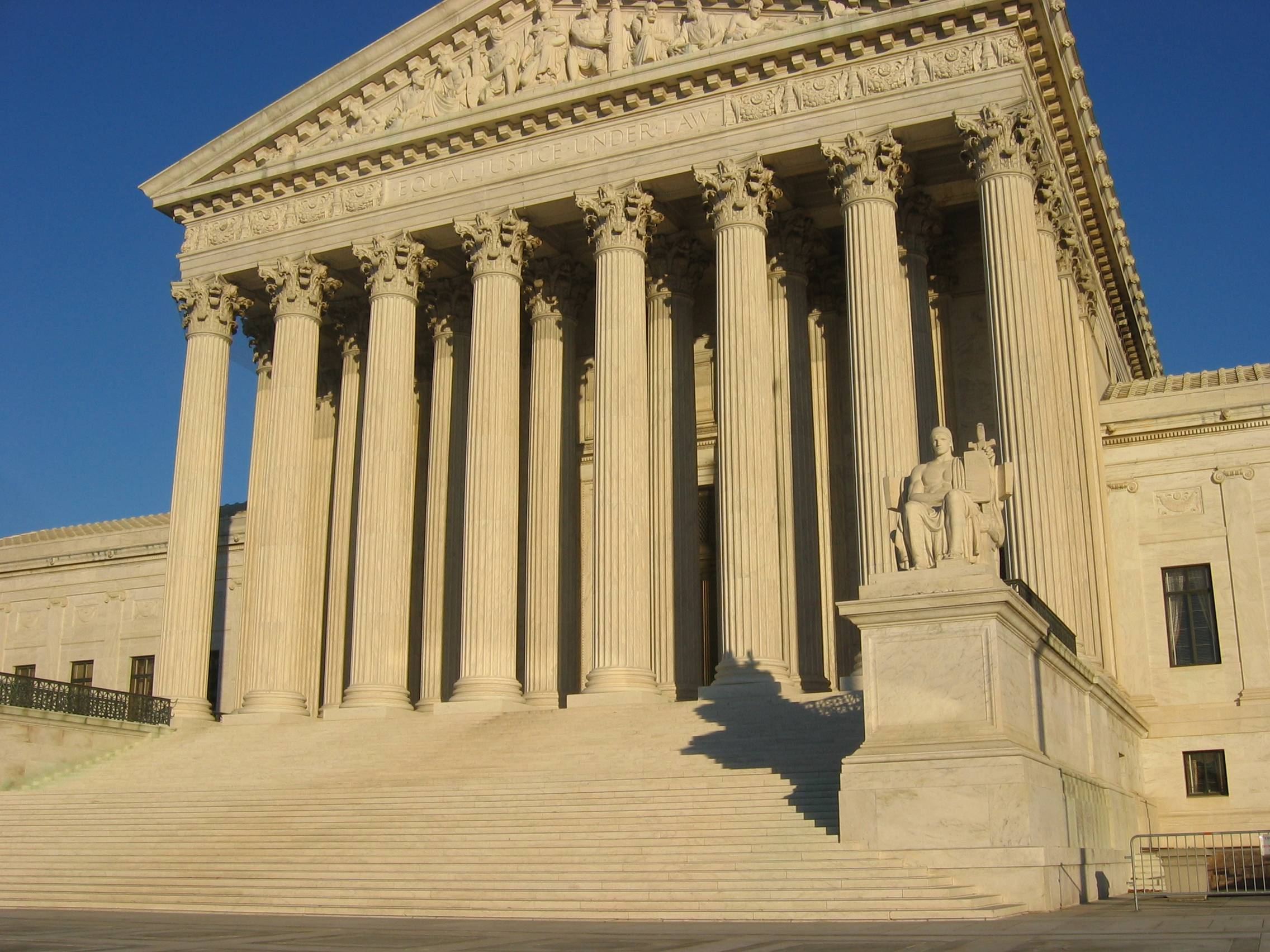
La Suprema Cort de Justícia

La Cambra de Representants té 435 membres, cadascú representant un districte congressual durant un període de dos anys. Els seients de la cambra es determinen entre els cinquanta estats d'acord amb llur població cada deu anys. Des de 2000, set estats tenen el mínim d'un representant, mentre que Califòrnia, l'estat més poblat, en té cinquanta-tres. Cada estat és representat per dos senadors, electes per períodes de sis anys; un terç del senat és renovat cada dos anys. El president dels Estats Units és elegit per a un període de quatre anys i pot ser reelegit una sola vegada. Les votacions presidencials no són directes, ans indirectes per mitjà d'un col·legi electoral en què els vots s'assignen per estat. La Cort Suprema, encapçalada pel Cap de Justícia dels Estats Units, té nou membres vitalicis, designats pel president.
La política dels Estats Units ha operat sota un sistema bipartidista durant la major part de la seva història. Des de les eleccions presidencials de 1856, els dos partits dominants han estat el Partit Demòcrata i el Partit Republicà. El president actual, Joe Biden, és demòcrata. El Senat té dos membres independents, els altres pertanyen als dos partits.
Els estats del nord-est, els Grans Llacs i la costa oest són relativament més liberals i són coneguts com els "estats blaus" (blue states) en referència al color identificador del Partit Demòcrata, mentre que els estats dels sud, sud-centre i les Muntanyes Rocoses són més conservadors i identificats com a "estats vermells" (red states), en referència al color identificador del Partit Republicà.

### Política exterior i defensa

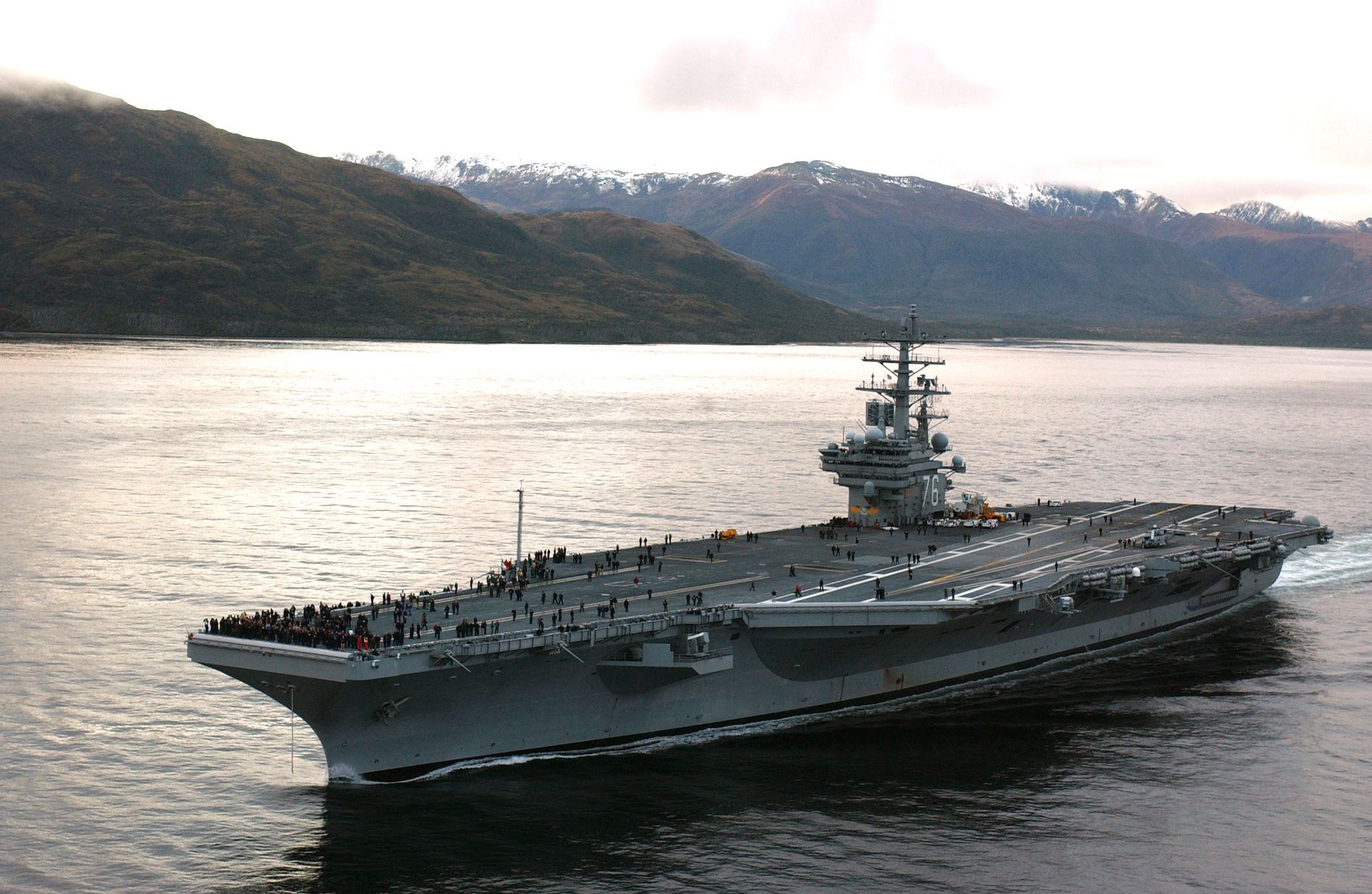
El portaavions nord-americà Ronald Reagan

Els Estats Units tenen una gran influència econòmica, política i militar global. És membre permanent del Consell de Seguretat de les Nacions Unides i la ciutat de Nova York és la seu de l'organització. Gairebé tots els Estats del món tenen ambaixades a Washington DC i consolats a altres ciutats del país. Les excepcions són Cuba, Iran, Corea del Nord, Bhutan, el Sudan i la República de la Xina.
Els Estats Units tenen una relació especial amb el Regne Unit i els països angloparlants, així com el Japó, Israel i els altres membres de l'OTAN, així com els seus veïns i membres de l'Àrea de Lliure Comerç d'Amèrica del Nord: Mèxic i el Canadà. El 2005, els Estats Units van enviar 27.000 milions de dòlars en ajuda oficial al desenvolupament, més que no pas cap altre Estat del món. Tanmateix, com a percentatge de la seva renda nacional bruta, aquesta contribució només és del 0,22%, i ocupa llavors la 22a posició en donacions.
El president és alhora el comandant en cap de les forces armades de la nació, i en designa els seus líders, el secretari o ministre de defensa i l'Estat Major Conjunt. El Departament de Defensa dels Estats Units administra les forces armades, incloent-hi les forces armades, l'armada, la marina i la força aèria. La Guàrdia de Costa dels Estats Units es troba sota el comandament del Departament de Seguretat Interna durant temps de pau, i pel Departament de l'Armada en temps de guerra. El 2005 les forces armades tenien un total d'1,38 persones ocupades i en servei actiu, i alguns cents de mil a les reserves i la Guàrdia Nacional, que en total sumen un total de 2,3 milions de tropes. El Departament de Defensa també empra al voltant de 700.000 civils, sense comptar-hi el personal de contractes externs. El servei militar als Estats Units és voluntari, tot i que pot haver-hi un reclutament obligatori en temps de guerra mitjançant el Sistema de Servei Selectiu. Fora dels Estats Units, les forces armades poden desplegar-se a 770 bases i instal·lacions en cada continent del món llevat de l'Antàrtida.
Les despeses militars dels Estats Units el 2006, superiors als $528.000 milions, el 46% de totes les despeses militars del món, i superior a la suma de les despeses de les catorze nacions següents. La despesa per capita és de $1.756, deu vegades més que la mitjana global, tot i que en representar només el 4,06% del seu PIB, les despeses militars ocupen la 27a posició a escala mundial.

### Subdivisió administrativa
Els Estats Units són una Unió de cinquanta estats sobirans i autònoms, dels quals els quaranta-vuit estats contigus també són coneguts com a estats continentals, malgrat que Alaska també és, pròpiament, un estat continental. Hawaii, l'estat número cinquanta, és un arxipèlag de l'oceà Pacífic. Els Estats Units també administren uns altres territoris, districtes i possessions; la més important és el Districte de Colúmbia, coextensiu amb la capital de la federació, la ciutat de Washington. Els altres territoris inclouen les àrees insulars, com ara la Samoa Americana, Guam, les Illes Marianes del nord i Puerto Rico, entre d'altres. A més a més, des de 1898, la marina nord-americana té una base naval a la Badia de Guantánamo, a Cuba.
Algunes de les antigues possessions nord-americanes són la zona del Canal de Panamà (de 1903 a 1979). Les Filipines van ser territori nord-americà de 1898 a 1935, data en què es van establir com a Commonwealth com a estatus transitori cap a la independència plena, que assolirien el 1946. Atès que les Filipines pertanyien als Estats Units durant la Segona Guerra Mundial, són l'única nació independent de la qual hi ha un pilar en el monument memorial nacional de la guerra a Washington, DC.
A més dels estats i territoris dels Estats Units, tres nacions en són estats associats sota el "Pacte de Lliure Associació": Micronèsia (des de 1986), Palau (des de 1994) i les Illes Marshall (des de 1986). Aquests estats gaudeixen de sobirania internacional i control absolut de llurs territoris. No obstant això, els governs d'aquests estats han acordat de permetre que els Estats Units els atorguin assistència militar i financera. A més, aquests estats tenen accés a molts dels programes de suport que gaudeixen els estats de la federació. L'Oficina dels Afers Insulars gestiona el suport financer que els Estats Units els atorga.

#### Estats

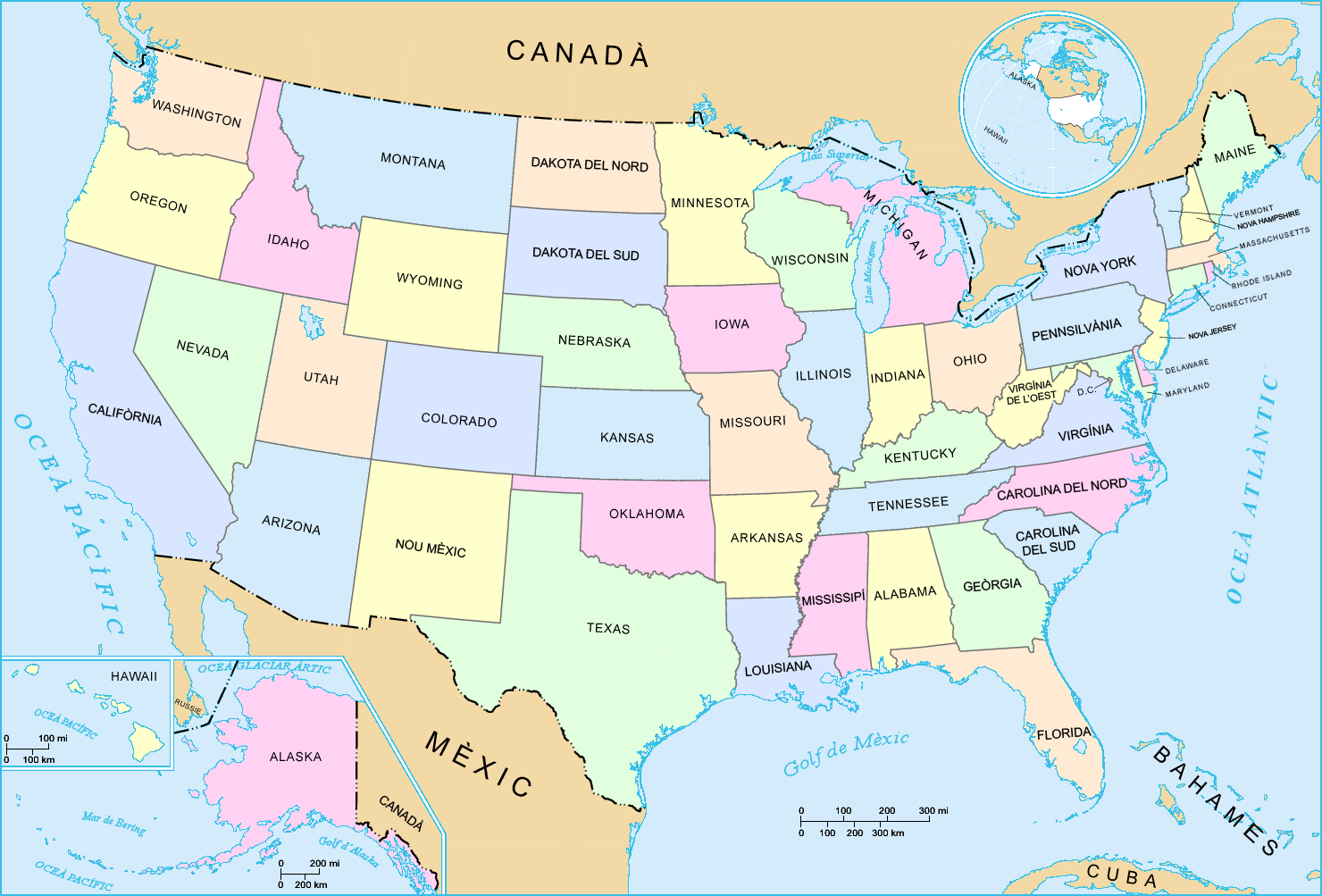
Mapa dels estats dels EUA

Estats que formen els Estats Units d'Amèrica, juntament amb la seva capital:
| - Alabama (Montgomery) - Alaska (Juneau) - Arizona (Phoenix) - Arkansas (Little Rock) - Califòrnia (Sacramento) - Carolina del Nord (Raleigh) - Carolina del Sud (Columbia) - Colorado (Denver) - Connecticut (Hartford) - Dakota del Nord (Bismarck) | - Dakota del Sud (Pierre) - Delaware (Dover) - Florida (Tallahassee) - Geòrgia (Atlanta) - Hawaii (Honolulu) - Idaho (Boise) - Illinois (Springfield) - Indiana (Indianapolis) - Iowa (Des Moines) - Kansas (Topeka) | - Kentucky (Frankfort) - Louisiana (Baton Rouge) - Maine (Augusta) - Massachusetts (Boston) - Maryland (Annapolis) - Michigan (Lansing) - Minnesota (Saint Paul) - Mississipi (Jackson) - Missouri (Jefferson City) - Montana (Helena) | - Nebraska (Lincoln) - Nevada (Carson City) - Nou Mèxic (Santa Fe) - Nou Hampshire (Concord) - Nova Jersey (Trenton) - Nova York (Albany) - Ohio (Columbus) - Oklahoma (Oklahoma City) - Oregon (Salem) - Pennsilvània (Harrisburg) | - Rhode Island (Providence) - Tennessee (Nashville) - Texas (Austin) - Utah (Salt Lake City) - Vermont (Montpelier) - Virgínia (Richmond) - Virgínia de l'Oest (Charleston) - Washington (Olympia) - Wisconsin (Madison) - Wyoming (Cheyenne) |

#### Districte federal
- Districte de Colúmbia

#### Àrees insulars
L'àrea insular més important és l'estat lliure associat de Puerto Rico. Les següents illes també són administrades pels Estats Units: Samoa Americana, Illa Baker, Guam, Illes Howland, Illa Jarvis, Atol Johnston, Escull Kingman, Atol Midway, Illa Navassa, Illes Marianes del Nord, Atol Palmyra, Illes Verges Nord-americanes i les Illes Wake.

## Economia

### Estadístiques econòmiques
Els Estats Units tenen una economia capitalista, una infraestructura molt desenvolupada i una alta productivitat laboral. Segons el Fons Monetari Internacional, el PIB dels Estats Units, de més de 13 bilions de dòlars representen el 19% del producte brut mundial. Tot i que el PIB nord-americà és el més gran de qualsevol país del món, és un poc més petit que el PIB combinat de tots els membres de la Unió Europea en paritat de poder adquisitiu (2006). El PIB per capita estatunidenc és el vuitè més gran del món.
Els Estats Units són dels importadors més grans de béns i els segons exportadors més grans del món. El Canadà, la República Popular de la Xina, Mèxic, el Japó i Alemanya són els seus socis comercials principals. Tradicionalment, els Estats Units promouen el comerç lliure i ha signat diversos tractats comercials amb diverses nacions, entre els quals, el Tractat de Lliure Comerç d'Amèrica del Nord és el més extens, i el més important, amb els seus veïns nord-americans, el Canadà i Mèxic. El producte principal d'exportació és la maquinària elèctrica, mentre que els automòbils són la importació més important. El deute nacional dels Estats Units és el més gran del món; el 2005 era el 23% del total mundial. Com a percentatge del PIB, el deute estatunidenc era el 13è més gran dels 120 Estats reportats.

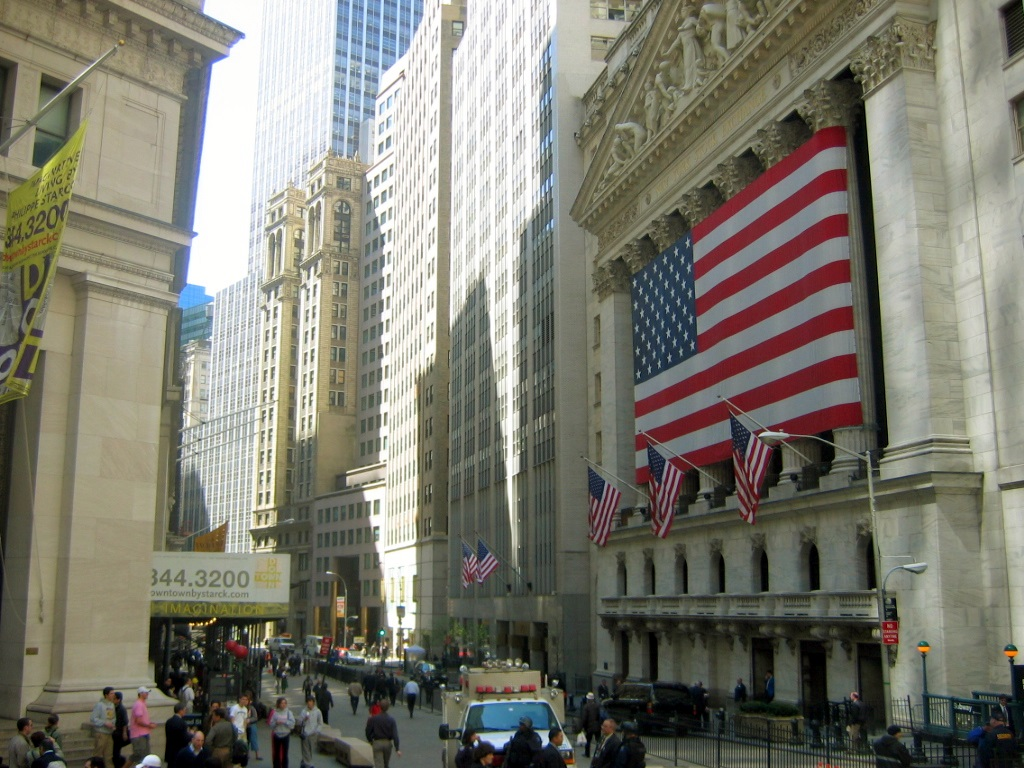
Wall Street seu de la Borsa de Nova York (NYSE)

El sector privat constitueix la part més extensa de l'economia, mentre que l'activitat del govern representa només el 12,4% del PIB. L'economia és postindustrial, i el sector terciari contribueix amb més del 75% del PIB. El camp empresarial més importat en transaccions brutes és el comerç a l'engròs i al detall; el més gran segons la renda neta és el sector financer i d'assegurances. Els Estats Units són una potència industrial; el sector dels productes químics n'és el camp més important. El país és el tercer productor més gran de petroli, i el consumidor més gran. És el productor més gran d'energia elèctrica i nuclear, així com de gas natural líquid, alumini, sofre, fosfats i sal. L'agricultura només contribueix amb l'1% del PIB, però constitueix el 60% de la producció agrícola mundial.
En comparació amb Europa, els imposts a les propietats i la renda de les empreses als Estats Units són generalment més elevats, mentre que els imposts laborals i de consum són inferiors. La Borsa de Nova York és la més gran del món en dòlars.
El 2005, 155 milions de persones tenien feina remunerable. La majoria, el 79%, era empleada del sector dels serveis. Amb 15,5 milions de persones, l'assistència social i el sector de sanitat és el camp laboral més gran. Només el 12% dels treballadors estatunidencs són membres d'un sindicat; una xifra molt menor al 30% europeu. Els treballadors estatunidencs tenen una de les productivitats per hora treballada més altes del món, després de Noruega, França, Bèlgica i Luxemburg.

### Transport i infraestructura

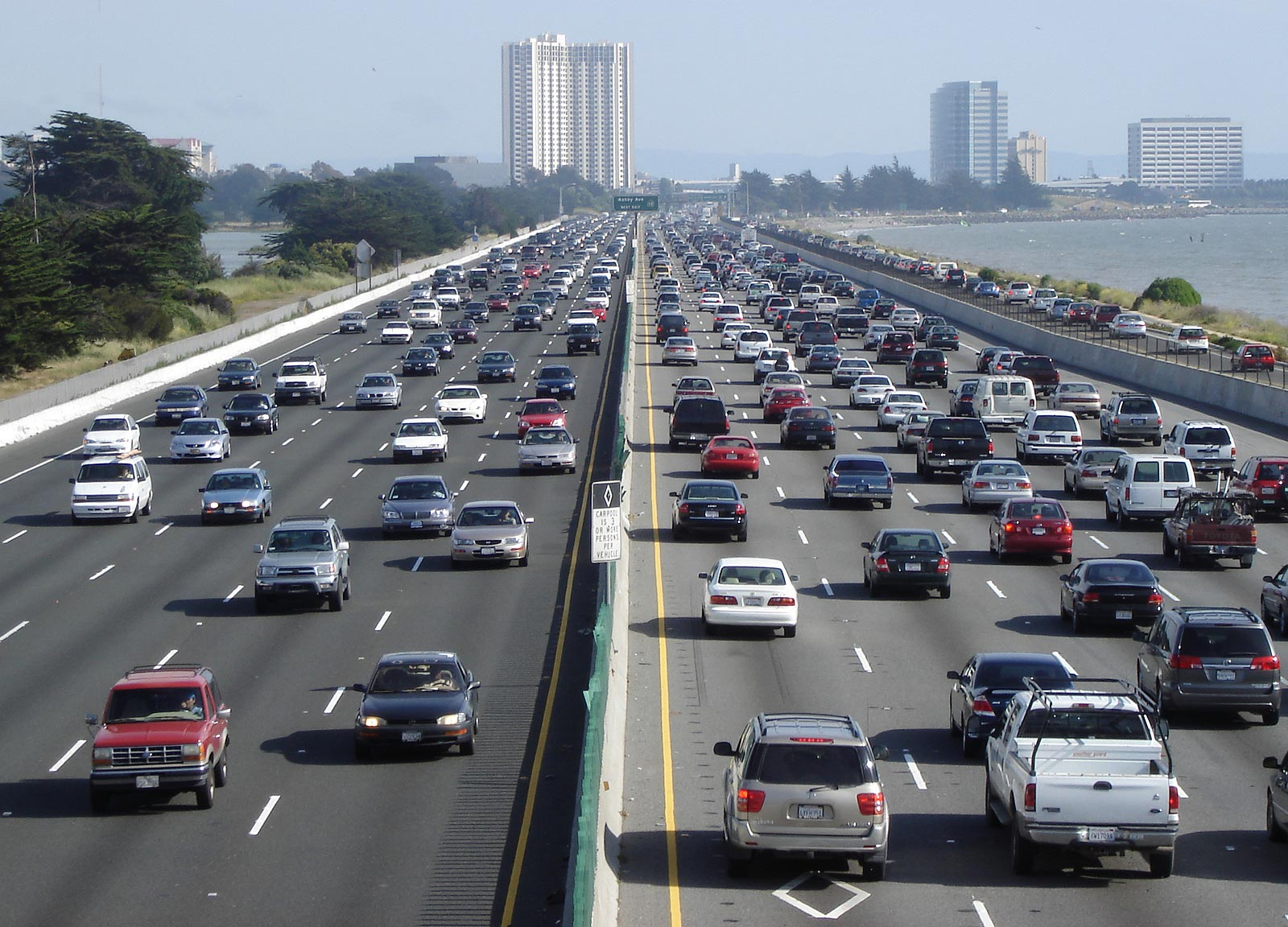
Autopista interestatal 80, que uneix Califòrnia i Nova Jersey

Les últimes dades de 2003, mostraren que als Estats Units hi ha 759 automòbils per cada 1.000 habitants, una xifra superior als 472 per cada 1.000 habitants de la Unió Europea, segons les dades del 2004. L'americà mitjà passa 55 minuts en un automòbil cada dia recorrent 47 km. El sistema ferroviari metropolità en la majoria de les ciutats no és extens, i el seu ús és molt limitat en comparació amb Europa. Només el 9% del transport a la feina diària es realitza en mitjans públics, en comparació al 38,8% a Europa. La indústria aèria està completament privatitzada, tot i que la majoria dels aeroports són propietat pública. Les cinc aerolínies més grans del món són estatunidenques; American Airlines era fins ara la línia aèria més gran del món. Actualment, la fusió de dues de les altres grans aerolínies dels EUA (Northwest Airlines i Delta Airlines) desmarcarà American de la posició dominant. El transport aeri dels Estats Units és dels més importants del món i trobem grans aerolínies, tant actuals com històriques, entre les quals, American Airlines, Delta Airlines, Continental Airlines, United Airlines, la línia aèria de baix cost Southwest Airlines, pionera en aquest àmbit a escala mundial; així com les ja desaparegudes, però no menys importants TWA, (Trans World Airlines), Pan American Airlines i Braniff International. Dels 30 aeroports amb major ús del món, setze són als Estats Units; l'aeroport amb la major transportació de passatgers és l'Aeroport d'Atlanta, tot i que cal destacar la importància internacional dels aeroports John F. Kennedy de Nova York i Newark del nord-est de Nova Jersey, prop de Nova York, Los Angeles Internacional així com l'O'Hare de Chicago.
Als Estats Units hi ha el Sistema Interestatal d'Autopistes dels Estats Units.

## Geografia humana i societat

### Àrees metropolitanes

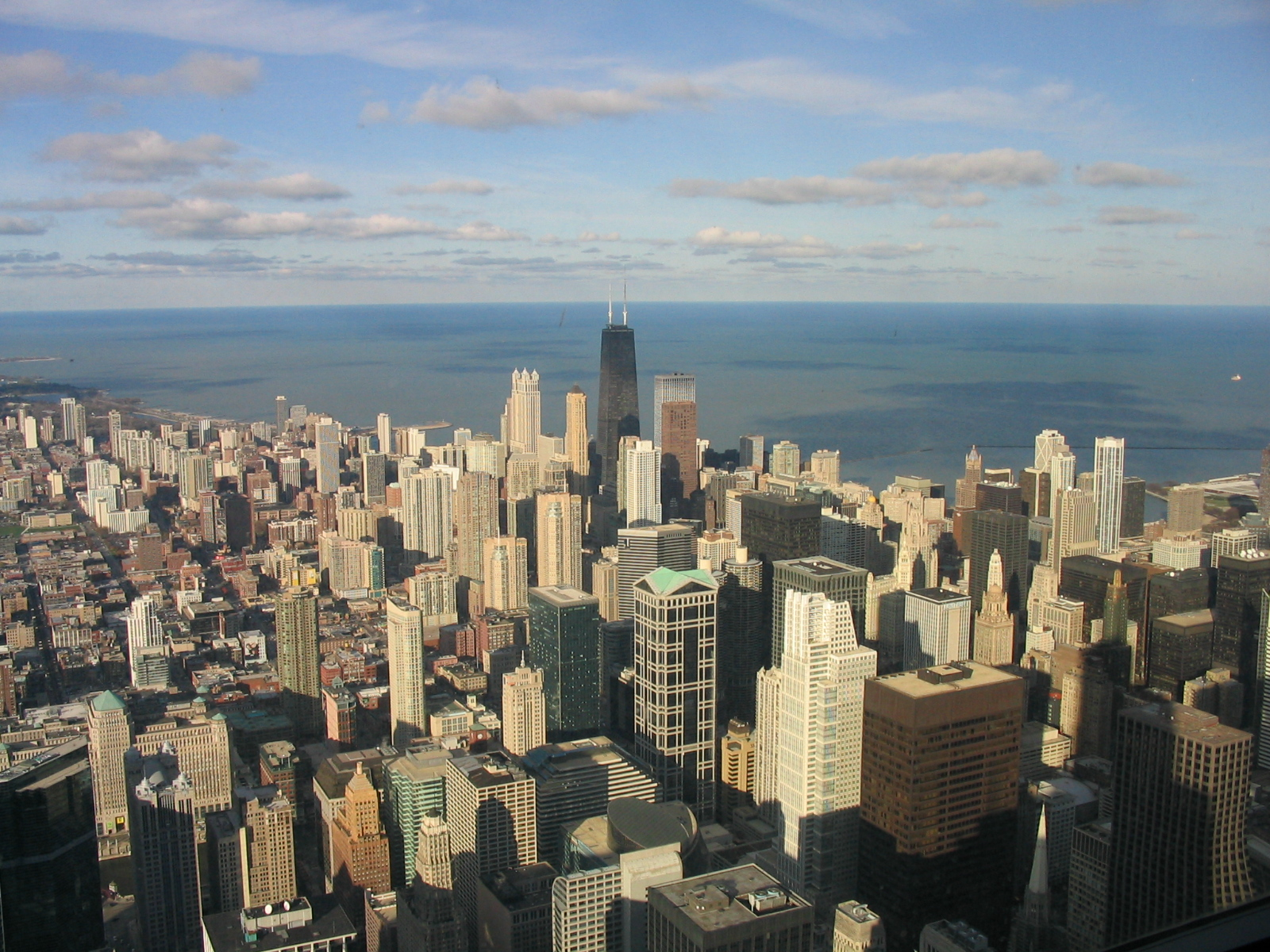
Chicago

La meitat de la població estatunidenca viu en grans metròpolis, entre les quals es troben:
- Nova York-Northern New Jersey
- Los Angeles-Long Beach-Santa Ana
- Chicago-Naperville-Joliet
- Filadèlfia-Camden-Wilmington
- Dallas-Fort Worth-Arlington
- Miami-Fort Lauderdale-Miami Beach
- Washington-Arlington-Alexandria
- Houston-Baytown-Sugar Land
- Detroit-Warren-Livonia
- Boston-Cambridge-Quincy

### Demografia

Població dels Estats Units per estat.

El 17 d'octubre de 2006, l'Oficina dels Censos dels Estats Units va estimar que la població ja havia arribat als 300 milions. La població estatunidenca incloïa un estimat de 12 milions d'immigrants indocumentats, dels quals 1 milió no van ser comptats per l'Oficina de Censos. La taxa de creixement poblacional és del 0,89%, superior al 0,16% de la Unió Europea. La taxa de natalitat és de 14,16 per 1.000 habitants, 30% inferior a la mitjana mundial, tot i que és superior a qualsevol Estat europeu, llevat d'Albània i Irlanda. El 2006, 1,27 milions d'immigrants van rebre papers de residència legal. Mèxic ha estat el país principal d'origen dels nou residents estatunidencs des de fa dues dècades; des de 1998, la Xina, l'Índia i les Filipines han crescut significativament en el nombre d'emigrants cap als Estats Units. Els Estats Units és l'únic país desenvolupat per al qual s'han projectat taxes de creixement de la població significatives.

### Etnografia
Els Estats Units tenen una població multicultural i diversa: trenta-u grups d'ascendència tenen més d'un milió de membres. Els caucàsics o blancs són el grup ètnic més nombrós; els afroamericans són el grup racial minoritari més gran, mentre que els hispànics –procedents de Llatinoamèrica o Espanya– són el grup ètnic minoritari més nombrós.

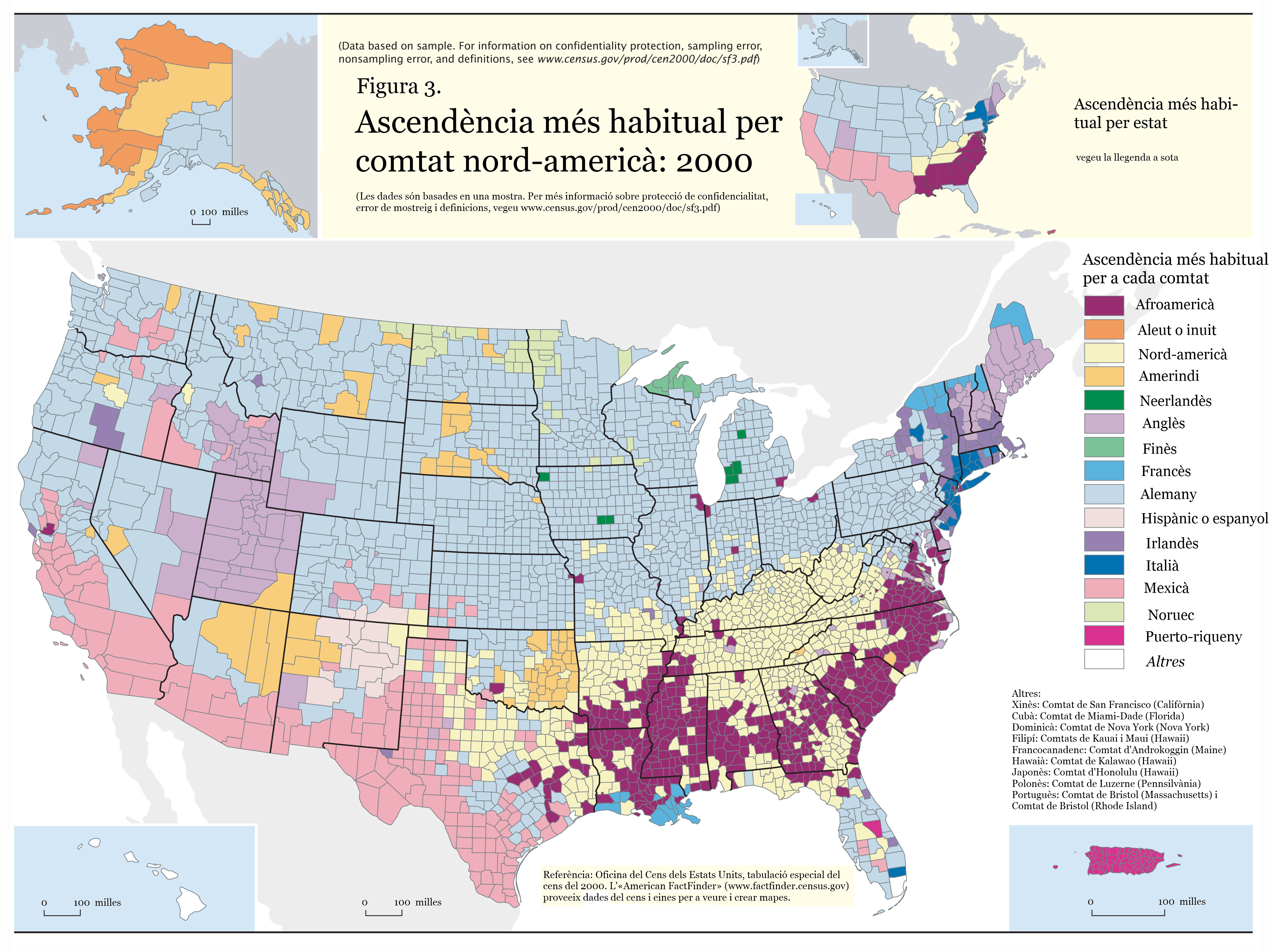
Comtats dels Estats Units segons l'ascendència de la majoria de la població.

Segons el darrer cens, al país hi havia 31 grups ètnics amb més d'un milió de membres. Segons la categorització del govern federal basant-se en raça, la majoria dels nord-americans (80,4%) són blancs. La majoria d'aquests són d'ascendència europea encara que s'hi inclouen alguns no-europeus que es consideren blancs segons la nomenclatura governamental (com ara alguns dels pobles originals de l'Orient Pròxim i el nord de l'Àfrica). En excloure, però, els blancs d'origen hispànic (és a dir, de qualsevol dels estats castellanoparlants del món), aquesta xifra disminueix al 67,4%. La població no-hispana dels Estats Units està disminuint proporcionalment atesa la immigració i la taxa més alta de reproducció de les altres minories racials. Si aquesta tendència continua, la xifra de blancs no-hispans dels Estats Units es reduirà i només seran majoria relativa el 2040 o 2050.
Els principals pobles o nacions d'ascendència ètnica dels ciutadans nord-americans són Alemanya, seguit de Mèxic, Irlanda, Anglaterra, Itàlia, i Escandinàvia. Els afroamericans, descendents dels africans que van arribar com a esclaus entre els segles xvii i XIX, representen el 12,9% de la població, 35 milions en total. Aproximadament l'1,5% de la població és ameríndia i nadiua d'Alaska, és a dir, 4,4 milions dels quals el 35% vivia el 2005 en reserves. Les tribus més nombroses són els cherokees (729.553), navahos (298.197), choctaw (158.774), sioux (153.360), chippewa (149.669), apatxes (96.833), blackfoot (85.750), iroquesos (80.882), pueblo (74.085), creek (71.310), lumbee (57.868), chickasaw (38.351), seminola (27.431), potawatomi (25.595), yaqui (22.412), tlingit-haida (22.365), pàpago (20.087), comanxes (19.376), athabascans d'Alaska (18.838), xeiene (18.204), lenape (16.341) i osage (15.897).

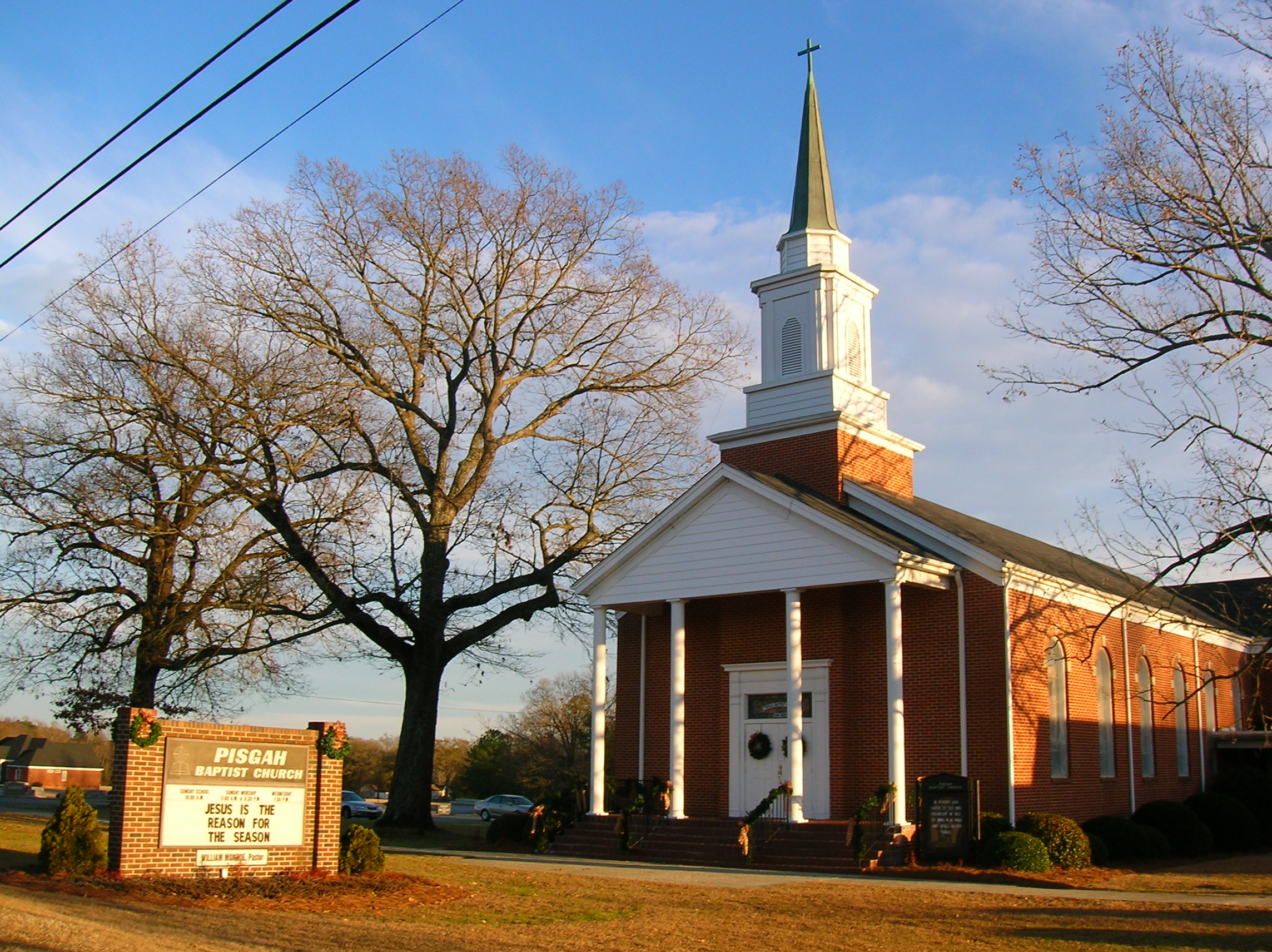
Església de Carolina del Nord

La tendència demogràfica actual inclou la immigració de llatinoamericans al sud-oest, una regió que ja és la llar del 60% dels 35 milions d'hispans que viuen als Estats Units. Els immigrants de Mèxic representen el 66% de tots els hispans i són el segon grup migratori més important des de la fundació dels Estats Units, al darrere dels alemanys. S'estima que hi ha més de 5 milions d'immigrants il·legals als Estats Units, principalment de Mèxic. Mèxic té la intenció de crear un programa d'immigració més ampli amb els Estats Units, però els conservadors d'aquest país s'oposen –fins i tot– a donar un estatus legal als immigrants que ja hi viuen i treballen. Recentment, el govern va aprovar la construcció d'un mur al llarg de la frontera sud per impedir el pas de noves onades d'immigrants del país veí.

### Religió
El 52% dels nord-americans són protestants (principalment baptistes o metodistes), el 21% són catòlics, l'1,3% són mormons, l'1,4% són jueus, el 0,5% són musulmans, el 6% tenen una altra religió, i el 18% es consideren ateus o agnòstics.

### Llengua
| Llengües (2003) | Llengües (2003) |
| --------------- | --------------- |
| Anglès (només)  | 214,8 milions   |
| Castellà        | 29,7 milions    |
| Xinès           | 2,2 milions     |
| Francès         | 1,9 milions     |
| Tagalog         | 1,3 milions     |
| Vietnamita      | 1,1 milions     |
| Alemany         | 1,1 milions     |

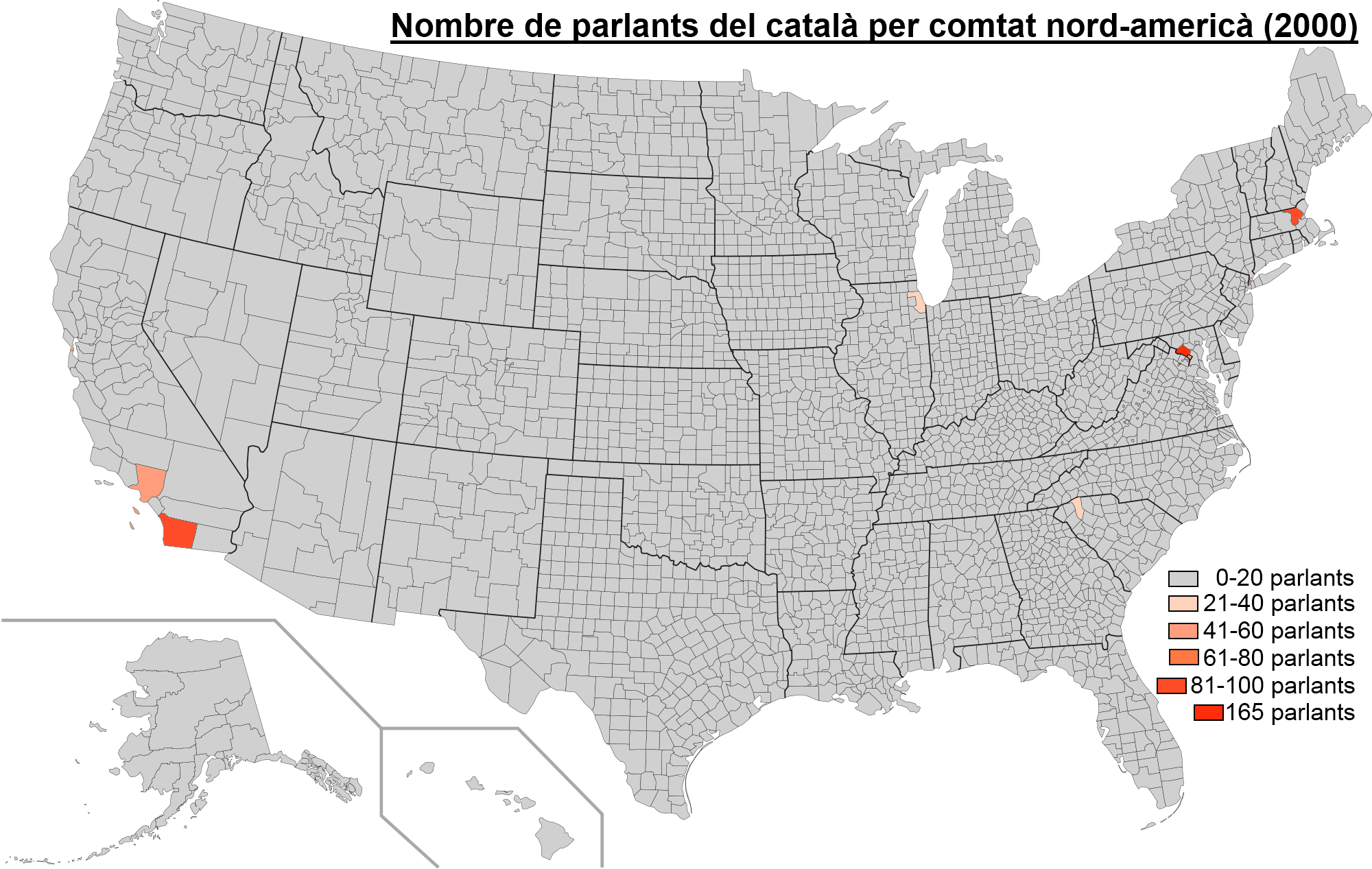
Hi ha un total de 1.660 persones que en el cens del 2000 van afirmar que parlaven el català. Els comtats amb més catalanoparlants eren el Comtat de Montgomery (Maryland), el Comtat de San Diego (Califòrnia) i el Comtat de Middlesex (Massachusetts)

Tot i que no hi ha cap llengua oficial a escala federal als Estats Units, l'anglès és la llengua nacional. El 2003 al voltant de 215 milions de persones, o el 82% de la població de cinc anys i més, parlaven només anglès a la llar. El castellà es parla per poc més del 10% de la població a la llar, i és la segona llengua amb més nombre de parlants, i la que més s'ensenya com a llengua estrangera. Tots els immigrants que desitgen naturalitzar-se, han de parlar anglès. L'anglès és la llengua oficial de vint-i-vuit estats de la federació. El hawaià i l'anglès són oficials a Hawaii. Tot i que no hi ha cap llengua oficial a Nou Mèxic, la llei permet l'ús del castellà i l'anglès en els documents oficials, tal com és el cas del francès a Louisiana. Altres estats, com ara Califòrnia, ordenen la publicació de diversos documents governamentals i financers en castellà.
Als territoris insulars es reconeixen les llengües nadiues: el samoà a Samoa, el chamorro a Guam, el carolinià i el chamorro són reconeguts a les Illes Marianes del Nord, i el castellà és la llengua oficial de Puerto Rico.

### Educació, ciència i tecnologia

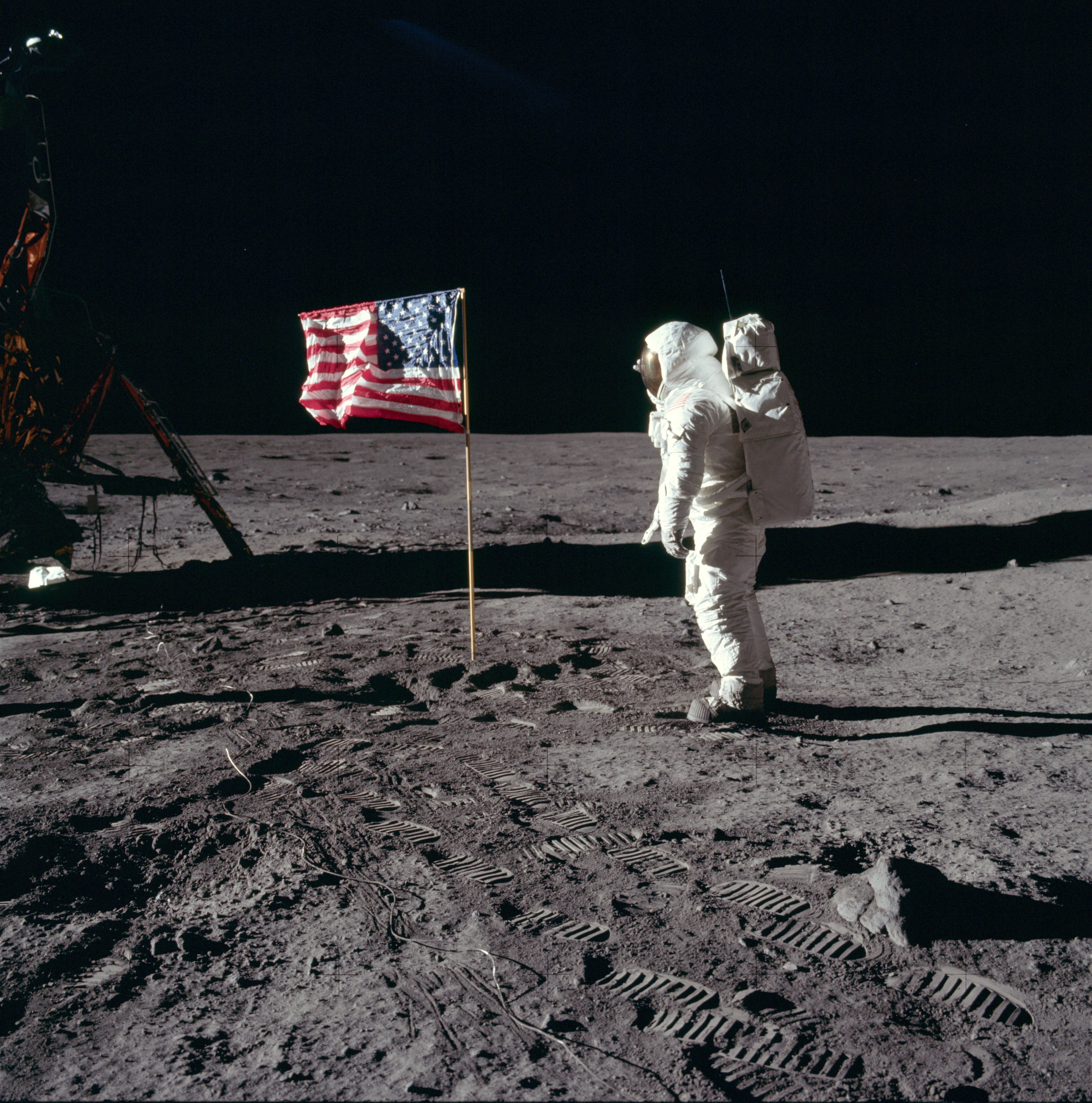
Astronauta Buzz Aldrin en el primer viatge tripulat a la Lluna

L'educació pública estatunidenca és gestionada pels governs dels estats i locals, i regulada pel Departament d'Educació a través d'algunes restriccions. Els comtats gaudeixen d'autonomia variable per gestionar les assignatures i llur contingut. L'educació és obligatòria, en la majoria dels estats, des dels 6 o 7 anys fins als 18 anys, tot i que alguns estats permeten que els estudiants deixen d'estudiar als 16 o 17 anys. Aproximadament el 12% dels nens estudien en escoles privades, i el 2% estudia des de casa. De tots els estatunidencs amb més de 25 anys, el 84,6% s'ha graduat de l'escola secundària (és a dir, ha completat 12 anys d'educació), el 52,6% va estudiar en alguna universitat, el 27,2% va aconseguir un títol de llicenciatura o similar, i el 9,6% té algun postgrau, màsters o doctorat. La taxa d'alfabetisme és del 99%.
Els Estats Units han estat un líder en la recerca científica i la innovació tecnològica des de la fi del segle xix. El 1876, Alexander Graham Bell va rebre la primera patent estatunidenca per al telèfon. El laboratori de Thomas Edison va desenvolupar el primer fonògraf, la primera bombeta incandescent, i el primer cinetoscopi viable. A principis del segle xx, les companyies d'automòbils de Ramson E. Olds i Henry Ford van dissenyar les primeres línies de producció en cadena en la manufactura. Els germans Wright, el 1903, van realitzar el primer vol a màquina. Amb el creixement del nazisme a Europa, milers de científics prominents europeus en van emigrar, incloent-hi Albert Einstein i Enrico Fermi. Durant la Segona Guerra Mundial, el Projecte Manhattan va desenvolupar les primeres bombes nuclears. La carrera espacial va produir avanços importants en la tecnologia aeronàutica, en els ordinadors i altres àrees. Els Estats Units van desenvolupar ARPANET i el seu successor Internet. En l'actualitat, el 64% del finançament per la recerca i desenvolupament prové del sector privat.

## Cultura i lleure

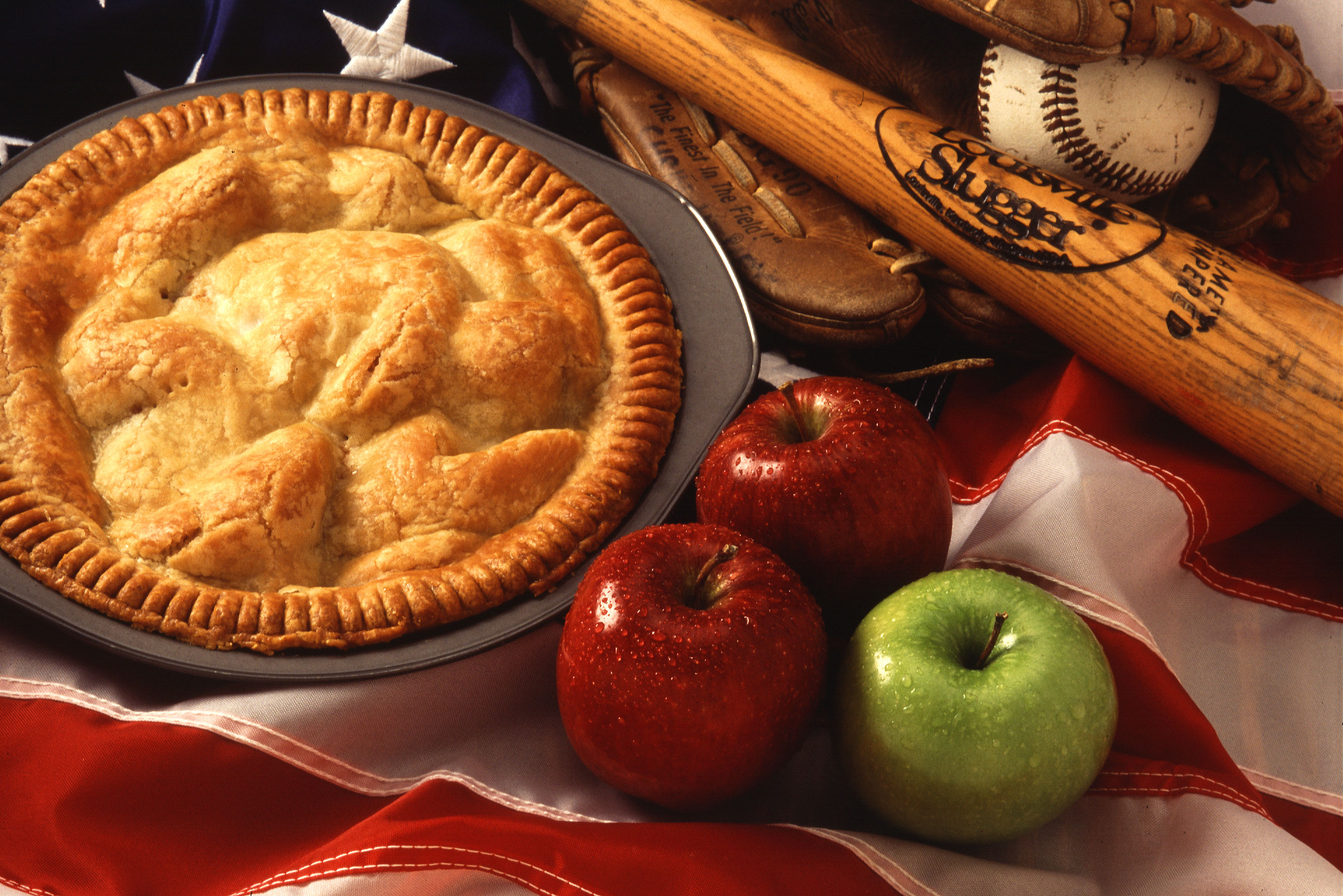
Alguns elements culturals emblemàtics estatunidencs: pastís de poma, l'equip per jugar el beisbol i la bandera.

Els Estats Units són una nació culturalment diversa, llar d'una gran varietat de grups ètnics, de tradicions i de valors. La cultura "americana" o "occidental" es deriva principalment dels immigrants d'Europa occidental, començant amb els assentaments anglesos i neerlandesos dels primers colonitzadors. Les cultures alemanya, irlandesa i escocesa també van influir significativament a la cultura americana, així com algunes tradicions dels amerindis nord-americans i dels esclaus africans. L'expansió cap a l'oest va posar la cultura en contacte amb la cultura mexicana, incorporant-la en moltes expressions d'oci i de cuina del sud dels Estats Units (que allà s'anomena la zona del "Midwest", més Texas i la costa oest – West Coast), sobretot als estats originalment mexicans, com ara Texas, Nou Mèxic i Califòrnia, però també gran part del vocabulari del vaquer americà, el "cowboy", i el relacionat amb els cavalls en general, sovint massa deformats per reconèixer la paraula original, i a vegades amb el sentit també transfigurat (per exemple, mustang, pinto, palomino, lassoo, chaps, cinch, rodeo, i, per descomptat, el saloon i, en un ambient més casolà, la veranda). La immigració massiva d'europeus del sud (en particular italians, però també molts d'altres) i l'est del continent va introduir-hi nous elements.
La cultura nord-americana s'ha descrit com un gresol en què els immigrants assimilen la cultura americana unificada que incorpora les cultures de tots els immigrants. Uns altres models, tanmateix, suggereixen que la cultura no és un gresol sinó una amainada en què les cultures dels immigrants conserven llurs característiques sense mesclar-se completament en una cultura unificada. Els sociòlegs moderns suggereixen que la manera en què la societat nord-americana aconseguirà l'harmonia ètnica i racial és mitjançant el pluralisme i no pas l'assimilació, i que, per tant, s'ha d'eliminar el concepte del "gresol" cultural.
Un component important de la cultura nord-americana és el concepte del "somni americà": la feina, el coratge i la determinació, sense importar la classe social, fan que una persona millori les seves condicions de vida.
En el segle xx i el que portem del XXI, Estats Units ha estat una gran potència cultural mundial. Ha contribuït a la literatura, l'arquitectura i la pintura amb grans mestres, com ara William Faulkner, Frank Lloyd Wright o Jackson Pollock. Tanmateix, les seves grans aportacions al patrimoni global (i les que més han exportat, a part de l'arquitectura del gratacel) no s'han de cercar a les arts tradicionals, sinó a la ciència, la tecnologia, i en tres de les anomenades arts populars, considerades genuïnament americanes: el cinema, el còmic i la música, en particular el jazz i música pop. Hi ha uns 17.500 museus i 123.000 biblioteques repartides pels diferents Estats.

### Alguns elements culturals emblemàtics
- La bandera, en ús literari i un xic antiquada anomenada la "star-spangled banner" (que vindria a ser, més o menys, "la senyera arrossada d'estels").
- La cuina tex-mex i els fast foods d'entrepans d'hamburguesa, pollastre fregit, pizza, etc.
- El beisbol i el futbol americà.